# Jeux vidéo Star Wars
Les jeux vidéo Star Wars regroupent tous les jeux vidéo adaptés des différents films de la franchise intitulée Star Wars, mais aussi les différents jeux ou logiciels librement inspirés de l'univers. La série très prolifique touche de nombreux genres de jeux vidéo et de nombreuses plates-formes et compte de très nombreuses réalisations, traduites dans divers langues. Une grande majorité de ces jeux vidéo sont édités par LucasArts, certains sont également développés ou édités par des développeurs ou éditeurs tiers.
Les premières adaptations voient le jour dès la fin des années 1970 et la série traverse toutes les générations de plates-formes de jeu confondues, et est toujours active en 2020.

## Contexte
Star Wars (à l'origine La Guerre des étoiles en français) est un univers de fantasy et de science-fiction créé par George Lucas. D'abord conçue comme une trilogie cinématographique sortie entre 1977 et 1983, la saga s'accroît ensuite, entre 1999 et 2005, de trois nouveaux films, qui racontent des événements antérieurs à la première trilogie. Cette dernière (épisodes IV, V et VI) ainsi que la deuxième trilogie dite « Prélogie » (épisodes I, II et III) connaissent un immense succès commercial et un accueil critique généralement positif. Les droits d'auteur de Star Wars sont achetés en 2012 par The Walt Disney Company pour 4,05 milliards de dollars qui produit une troisième trilogie composée des épisodes Le Réveil de la Force en 2015, Les Derniers Jedi en 2017 et L'ascension de Skywalker en 2019, ainsi que des épisodes indépendants.
George Lucas comprend rapidement l'importance de la franchise Star Wars dans la société de consommation de la fin des années 1970 et se lance dans son adaptation en jeu vidéo. Sans capacité de production, il se tourne d'abord vers des éditeurs et développeurs tiers, avant de créer sa propre structure de création en 1982, la filiale Lucasfilm Games renommée par la suite LucasArts en 1990.
En 1991, George Lucas autorise toute création quel que soit le support ou le média, à rentrer dans le canon officiel Star Wars.
Toutes les œuvres créées dans la franchise hormis les films sortis au cinéma, apportant des éléments scénaristiques bien que la cohérence avec le canon officiel ait souvent été remis en cause, font partie de l'« univers étendu de Star Wars ». À la suite du rachat de Lucasfilm par The Walt Disney Company, toute œuvre créée avant le 25 avril 2014, qu'importe son emplacement dans la chronologie, est considérée comme « non-canon », c'est-à-dire qu'elle n'est plus considérée comme officielle, permettant ainsi à la nouvelle trilogie et aux nouveaux projets d'être indépendants ; seuls les films sortis au cinéma (comprenant les trois trilogies, et les films dérivés), ainsi que les séries d'animation Star Wars: The Clone Wars et Star Wars Rebels restent « canon », ainsi que tous les ouvrages publiés après août 2014. Le reste de l'univers étendu est ensuite appelé par Lucasfilm « Star Wars Légendes » pour le distinguer du canon principal,.

## Premières adaptations

### Prémices
Les premières adaptations datent de la fin des années 1970, quelques mois après la sortie du film. La première est produite par Apple Computer en 1978 sans aucune licence officielle, sur cassette pour Apple II sous le titre Starwars. Ce jeu met en scène une simulation de combat aux commandes d'un chasseur TIE.
La première adaptation officielle apparaît en 1979 sous forme d'un jeu électronique en version table-top, sous le titre Star Wars Electronic Battle Command produit par Kenner. l'intrigue met en scène un X-wing, Luke Skywalker et la Princesse Leia, mais le gameplay simple ne les représente pas, puisque le joueur doit uniquement éviter des trous noirs et localiser « l'étoile qui donne la force »,.

### Parker Brothers
| 1982 | The Empire Strikes Back                           |
| 1983 | Star Wars: Jedi Arena                             |
| 1984 | Star Wars: Return of the Jedi - Death Star Battle |

Au début des années 1980, c'est Atari Inc., appartenant à Warner Communications qui domine l'industrie vidéoludique mondiale, notamment avec sa console Atari 2600. George Lucas se tourne naturellement vers ce premier. Mais c'est Parker Brothers qui obtient les droits d'adapter la franchise de films en jeu vidéo sur les plates-formes de jeu à domicile, ceci malgré l'échec commercial de l'adaptation du film de Steven Spielberg E.T. sous le titre E.T. the Extra-Terrestrial. Parker choisit de ne pas adapter le premier film datant de cinq ans auparavant et décide de se baser sur sa suite L'Empire contre-attaque sorti seulement deux ans plus tôt. Inspiré de la bataille de Hoth, The Empire Strikes Back qui sort en 1982 sur Atari 2600 et Intellivision, propose un gameplay de type shoot 'em up à défilement latéral en deux dimensions, aux commandes d'un snowspeeder opposé à des TB-TT. La première adaptation de Parker Brothers reçoit des critiques partagées de la part de la presse spécialisée lors de sa sortie,. Dès le début de l'année 1983, Parker Brothers produit un second jeu sur Atari 2600, cette fois inspiré du premier film, intitulé Star Wars: Jedi Arena. Ce jeu d'action s'inspire de la scène dans laquelle Luke Skywalker manie son sabre laser face à une sphère d'entrainement alors qu'il voyage dans le Faucon Millenium. Le jeu se présente sous la forme d'un duel entre deux joueurs maniant une sorte d'épée fixée de chaque côté de l'écran alors qu'une boule se déplace au milieu et produit des arcs électriques attaquant les participants,. Jedi Arena obtient des critiques assez négatives de la part de la presse spécialisée,. En 1984, Parker Brothers produit le jeu Star Wars: Return of the Jedi - Death Star Battle inspiré du film Le Retour du Jedi, qui vient de sortir en 1983. Ce shoot 'em up sur Atari 5200, également porté sur Atari 2600, et les ordinateurs Atari 8-bits et ZX Spectrum, reprend la séquence finale du film dans laquelle le Faucon Millenium attaque l'étoile de la mort et s'introduit en son centre pour la détruire,. Ce jeu est quant à lui mieux accueilli que ses prédécesseurs par de la presse spécialisée lors de sa sortie,.
En 1983 et 1984, Parker Brothers édite également les portages du jeu Star Wars conçu à l'origine en arcade par Atari Inc. en 1983. Ces adaptations développées par Imagic sortent sous le titre Star Wars: The Arcade Game sur Atari 2600, Atari 5200, Atari 8-bits, ColecoVision, et Commodore 64,.
Parker Brothers produit également un dernier jeu sur Atari 2600 intitulé Star Wars: Return of the Jedi - Ewok Adventure adapté de la série télévisée L'Aventure des Ewoks, mais l'annule en raison de contrôles jugés inefficaces,,.

### Atari
De son côté, en ce début des années 1980, Atari Inc. négocie parallèlement à Parker Brothers les droits d'adaptation de la franchise pour le secteur de l'arcade, et obtient en 1982 les droits d'adapter chacun des films. L'équipe adapte le projet Warp Speed, basé sur le prototype de jeu de simulation destiné à l'armée américaine Bradley Trainer. La borne d'arcade Star Wars met en scène la séquence de fin du premier film de la première trilogie durant la bataille de Yavin au cours de laquelle le chasseur approche la surface de l'étoile de la mort et pénètre dans la tranchée pour larguer une bombe dévastatrice. Affiché sous forme de graphismes vectoriels en couleur, ce rail shooter est un succès tant critique que commercial,,.
Le secteur de l'industrie vidéoludique connait des soubresauts, se concluant par le krach du jeu vidéo de 1983 aux États-Unis. Début juillet 1984, Warner Communications, alors en difficulté financière, réalise une scission d'Atari Inc. en revendant la partie informatique et console de jeux vidéo à Jack Tramiel, l'ancien dirigeant de Commodore International, qui renomme la nouvelle entité Atari Corporation. Warner Communications conserve la section arcade, alors renommée Atari Games, nom sous lequel seront réalisées les productions à compter de cette date,.
Ainsi, Atari Games produit une suite adaptée de L'Empire contre-attaque retraçant la bataille de Hoth, également affichée en graphismes vectoriels. Cependant, cette adaptation intitulée The Empire Strikes Back, seulement commercialisé au printemps 1985 comme kit de conversion pour la borne du premier jeu, obtient un succès très limité,. Cependant, c'est l'adaptation du Retour du Jedi qui sort d'abord en 1984, Star Wars: Return of the Jedi, affichée sous forme de 3D isométrique grâce à des graphismes de type matriciel. Le jeu propose un enchainement de plusieurs niveaux dans lequel le personnage joueur conduit un speeder sur la lune d'Endor, ainsi qu'un AT-ST, ainsi que le Faucon Millenium entant dans l'étoile de la mort, ou dans l'espace dans un combat contre un croiseur,. Ces deux jeux ne connaissent pas le succès de leur prédécesseur, aussi bien commercialement que du point de vue des critiques, bien que les améliorations graphiques de Return of the Jedi soient appréciées,,.
Les portages de ces jeux sur de nombreux ordinateurs personnels sont réalisés par Vektor Grafix, et édité par Brøderbund Software et Domark. Les jeux sortent ainsi sur Amstrad CPC, Amiga, Atari 8-bits, Atari ST, BBC Micro, Acorn Electron, Commodore 64, PC (DOS), ZX Spectrum. Ce dernier publie en 1989 une compilation pour ZX Spectrum, Amstrad CPC, Atari ST, Amiga et Commodore 64, regroupant les trois jeux de la série qu'elle a éditée, sous le titre The Star Wars Trilogy,. Les jeux sont également présents sous forme d'easter egg sur GameCube en 2003 dans Star Wars: Rogue Squadron III - Rebel Strike,,.

### Autres éditeurs
La franchise est adaptée par Namco sur Famicom en 1987, sous le titre Star Wars. C'est un jeu de plates-formes et d'action à défilement latéral vaguement inspiré des deux premiers films, qui ne sort qu'au Japon, où il reçoit un bon accueil. C'est la première véritable fois que le joueur peut incarner l'un des personnages de l'intrigue de la franchise. Le jeu intègre de nombreux éléments peu fidèles à l'univers,. Le jeu obtient un accueil plutôt positif lors de sa sortie de la part de la presse spécialisée,,.
En 1988, un jeu vidéo est adapté sous le titre Star Wars: Droids, de la série télévisée d'animation Droïdes : Les Aventures de R2-D2 et C-3PO diffusée en 1986 aux États-Unis, par Mastertronic sur Amstrad CPC, Commodore 64 et ZX Spectrum. Développé par Binary Design, ce mélange de jeu de plates-formes-action et de réflexion met en scène C-3PO et R2-D2 qui s'échappent d'une prison de la planète Aaron. Il obtient un accueil mitigé,.

## JVC, et premières implications deLucasArts
| 1991 | Star Wars                                |
| 1991 | Star Wars: Attack on the Death Star      |
| 1992 | Star Wars: The Empire Strikes Back       |
| 1992 | Super Star Wars                          |
| 1993 | Super Star Wars: The Empire Strikes Back |
| 1994 | Super Star Wars: Return of the Jedi      |

Entre 1991 et 1994, JVC produit six jeux de plates-formes et d'action Star Wars sur console Nintendo, les trois premiers sur NES, et les autres sur Super Nintendo, constituant la série Super Star Wars.
Depuis sa création en 1982, Lucasfilm Games n'a toujours rien créé dans la franchise Star Wars et se concentre jusque-là sur les jeux d'aventure, et exploite son moteur de jeu nommé SCUMM,. Cependant au début des années 1990, la société renommée LucasArts à la faveur d'une restructuration, établit un partenariat avec JVC ayant pour but de produire plusieurs jeux sur consoles,,. L'accord prévoit que LucasArts garde le contrôle sur le game design et la production des jeux. Pour cette première adaptation d'Un nouvel espoir, éditée en 1991 sous le titre Star Wars sur NES, la filiale de Lucas engage le studio australien Beam Software sur la base de sa maîtrise de la création de jeux sur la plate-forme de Nintendo. Le jeu est par la suite porté sur Game Boy, puis sur Game Gear et Master System sous la houlette d'U.S. Gold, uniquement en Europe,. Il bénéficie d'une bonne réception de la part de la presse spécialisée lors de sa sortie quel que soit le support,,,,,,. La suite de ce jeu basée sur L'Empire contre-attaque, Star Wars: The Empire Strikes Back, est confiée à Sculptured Software et sort en 1992 également sur NES, puis sur Game Boy,. Ces deux jeux reprennent globalement le système de jeu de plates-formes du titre de Namco sorti quelques années plus tôt. Le jeu reçoit un accueil partagé de la part de la presse spécialisée lors de sa sortie,,,.
En 1991, JVC produit également un jeu qui ne sort qu'au japon sur PC-9801 et Sharp X68000, intitulé Star Wars: Attack on the Death Star, fortement inspiré par le jeu Star Wars sorti en arcade en 1983 et ses graphismes vectoriels, et développé par M.N.M Software, studio par la suite connu sous le nom de Mindware,.
Toutefois, à l'automne 1991, Nintendo lance progressivement sa nouvelle console sur le marché mondial, la Super Nintendo, sur laquelle LucasArts décide de transférer ses projets, laissant la trilogie de jeux inachevée. C'est Sculptured Software qui continue son travail de développement sous l'égide de LucasArts et de JVC. Une nouvelle trilogie de jeux respectivement basés sur les trois films est donc publiée sur Super Nintendo, en 1992, 1993 et 1994, sous les titres Super Star Wars, Super Star Wars: The Empire Strikes Back, et Super Star Wars: Return of the Jedi,. Ces jeux reprennent sensiblement le même gameplay de jeu de plates-formes que leurs prédécesseurs sur NES, avec des graphismes nettement améliorés grâce au Mode 7, une palette de couleurs importante et un défilement parallaxe,. Les jeux intègrent également des séquences de pilotage et de combat dans des véhicules tels que des X-Wing, le Faucon Millenium, des landspeeder, et des airspeeder. Le premier opus dispose d'une difficulté de jeu élevée, augmentée dans le second épisode, qui voit l'arrivée de la force sous forme de différents pouvoirs et compétences. La dernière réalisation toujours dotée d'une difficulté abrupte, reprend tous les critères de ses prédécesseurs sans apporter de nouveauté. Le dernier opus est également porté sur Game Boy et Game Gear,. Les trois épisodes de cette série reçoivent un accueil très positif lors de leur sortie de la part de la presse spécialisée et des joueurs,,,,,,,,.

## L'arcade avec Sega
| 1993 | Star Wars Arcade          |
| 1994 |                           |
| 1995 |                           |
| 1996 |                           |
| 1997 |                           |
| 1998 |                           |
| 1999 | Star Wars Trilogy: Arcade |
| 2000 | Star Wars: Racer Arcade   |

Sega produit deux jeux d'arcade Star Wars de type rail shooter en 1993 et 1999, puis un jeu de course de module en 2000.
Huit ans après la dernière publication d'un jeu Star Wars dans les salles d'arcade, la franchise est adaptée par Sega en 1993 qui obtient les droits pour ce marché, sous la forme d'un jeu reprenant le système de jeu de Star Wars, mais avec des graphismes de type matriciel. Intitulé Star Wars Arcade, ce rail shooter fonctionnant sur Model 1 met en scène deux joueurs aux commandes d'un X-wing dans trois séquences adaptées de trois scènes du film Le Retour du Jedi. Le jeu est porté l'année suivante sur Sega Mega Drive 32X et devient titre de lancement, et profite lors de la conversion de l'ajout de quelques niveaux supplémentaires. La presse apprécie moyennement l'original en arcade, comme son portage sur console,.
À l'occasion de la ressortie de la trilogie originale des films Star Wars au cinéma en 1997 en version « édition spéciale », Sega publie un nouveau jeu en 1999 intitulé Star Wars Trilogy: Arcade. C'est également un rail shooter en 3D mais comportant quelques éléments de shoot 'em up, qui permet de revivre les grandes batailles des trois films sur quatre niveaux différents et deux niveaux bonus. Cette borne d'arcade fonctionnant sur Model 3 trouve somme toute un accueil relativement mitigé à sa sortie,,.
En 2000, Sega publie un nouveau jeu nommé Star Wars: Racer Arcade qui adapte la séquence de course de module tirée du film Star Wars, épisode I : La Menace fantôme. La borne est une réplique du module d'Anakin Skywalker visible dans le film, les contrôles sont également identiques à ceux de l'original. Cette production est bien accueillie par la presse spécialisée,,. La sortie de ce jeu est précédée en 1999 par celle de Star Wars Episode I: Racer, développé et édité par LucasArts, et qui met déjà en scène la même adaptation du film et le même gameplay, sur PC (Windows), Nintendo 64, GameCube, Dreamcast et Game Boy Color.

## LucasArtset le PC

### X-Wing
| 1993 | Star Wars: X-Wing                                              |
| 1993 | Star Wars X-Wing: Tour of Duty - Imperial Pursuit              |
| 1993 | Star Wars: X-Wing - B-Wing                                     |
| 1994 | Star Wars: X-Wing - Collector's CD-ROM                         |
| 1994 | Star Wars: TIE Fighter                                         |
| 1994 | Star Wars: TIE Fighter - Defender of the Empire                |
| 1994 | Star Wars: TIE Fighter - Enemies of the Empire                 |
| 1995 | Star Wars: TIE Fighter - Collector's CD-ROM                    |
| 1996 |                                                                |
| 1997 | Star Wars: X-Wing vs. TIE Fighter                              |
| 1997 | Star Wars: X-Wing vs. TIE Fighter - Balance of Power Campaigns |
| 1998 | Star Wars: X-Wing - Collector Series                           |
| 1999 | Star Wars: X-Wing Alliance                                     |
| 1999 | Star Wars: X-Wing - Trilogy                                    |

- Extension
- Compilation

Star Wars: X-Wing est une série de jeux de combat spatial prolifique développée par LucasArts, constituée de quatre jeux édités de 1993 à 1997, les deux premiers possédant deux extensions et le troisième une seule. Quatre compilations regroupant les différents jeux complètent également la série,.
Le début des années 1990 marque la restructuration de LucasArts et le moment où la société reprend le contrôle de ses productions puisque les licences accordées aux différents éditeurs tiers arrivent à leur terme comme JVC sur le marché des consoles ou Brøderbund Software sur celui des ordinateurs personnels, ce dernier n'ayant édité que des portages des jeux Atari de la franchise. Malgré une relation forte avec Nintendo, le studio se tourne vers le PC en raison d'un marché limité par le faible parc de Nintendo 64 installées. Fort de ses onze années d'expérience LucasArts édite un jeu de combat spatial en 1993, Star Wars: X-Wing, premier opus de l'une des séries les plus longues et les plus appréciées de la franchise,,. Ce jeu prend racine beaucoup plus tôt dans l'histoire de LucasArts, puisqu'il est conçu par Lawrence Holland, développeur du jeu de simulation de combat aérien Battlehawks 1942 et Their Finest Hour: The Battle of Britain édités en 1988 et 1989 par Lucasfilm Games. En 1991, Holland conçoit Secret Weapons of the Luftwaffe pour la société, et fait évoluer le moteur de jeu pour l'adapter à la franchise Star Wars. L'équipe de Holland, formant le studio Totally Games, étudie des séquences réelles de combat aériens de la seconde Guerre mondiale afin de les adapter au jeu,. Le jeu intègre le système sonore iMUSE utilisé la première fois pour Monkey Island 2: LeChuck's Revenge en 1991. Il permet d'incarner un rebelle dans une vue cockpit et des batailles galactiques aux commandes de vaisseaux de l'alliance rebelle tels qu'un X-wing, un A-wing et un Y-Wing, dans des évènements se déroulant au moment du film Un nouvel espoir,,. X-Wing reçoit un bon accueil lors de sa sortie de la part de la presse spécialisée,.
Très rapidement, LucasArts produit deux extensions pour le jeu en 1993, Star Wars X-Wing: Tour of Duty - Imperial Pursuit qui se déroule après la bataille de Yavin, et rajoute de nombreuses missions ou permet de réaliser toutes celles du jeu dans n'importe quel ordre et Star Wars: X-Wing - B-Wing qui permet de piloter un B-wing et rajoute plusieurs missions alors que l'intrigue se déroule en la fin du premier fin et avant la bataille de Hoth,. Les deux extensions profitent d'un bon accueil de la presse spécialisée lors de leur commercialisation, grâce à leur apport de contenu,,,,. En 1994, LucasArts publie Star Wars: X-Wing - Collector's CD-ROM, une réédition améliorée de Star Wars: X-Wing avec ses extensions Tour of Duty - Imperial Pursuit et B-Wing,. Celle-ci obtient également un bon accueil lors de sa sortie,,.
En juin 1994, LucasArts publie sur PC la première suite avec un moteur de jeu amélioré par Totally Games, Star Wars: TIE Fighter, dont les évènements prennent pour toile de fond ceux du film l'Empire contre-attaque, mais aussi en s'appuyant sur les romans de Timothy Zahn L'Héritier de l'Empire, La Bataille des Jedi et L'Ultime Commandement. Le joueur peut dès lors se battre du côté de Dark Vador et de l'Empire. La même année, LucasArts met également très rapidement sur le marché deux extensions intitulées Star Wars: TIE Fighter - Defender of the Empire et Star Wars: TIE Fighter - Ennermies of the Empire, qui rajoutent de nombreuses missions,. TIE Fighter bénéficie d'un très bon accueil lors de sa sortie de la part de la presse spécialisée,,. La première extension obtient un accueil plutôt bon,. En 1995, une nouvelle compilation intitulée Star Wars: TIE Fighter - Collector's CD-ROM regroupe Star Wars: TIE Fighter et ses deux extensions Defender of the Empire et Ennermies of the Empire,. La compilation est elle-aussi bien accueillie par la presse spécialisée,,.
En 1997, Totally Games développe une seconde suite, Star Wars: X-Wing vs. TIE Fighter. Le jeu propose uniquement un jeu en multijoueur sur Internet centré sur des combats et par conséquent aucun scénario. Ce dernier point confère à cet opus un accueil mitigé de la part des joueurs, bien que la presse spécialisée l'accepte plutôt bien,,,. Cependant, LucasArts réagit rapidement face aux critiques et publie six mois après la même année une extension intitulée Star Wars: X-Wing vs. TIE Fighter - Balance of Power Campaigns qui rajoute une intrigue et de nombreuses missions,,. Celle-ci obtient l'approbation du public et une bonne réception de la part de la presse spécialisée,,.
En 1998, LucasArts édite sur PC et Mac la compilation Star Wars: X-Wing - Collector Series, qui regroupe Star Wars: X-Wing - Collector's CD-ROM, Star Wars: TIE Fighter - Collector's CD-ROM, et Star Wars: X-Wing vs. TIE Fighter - Flight School (Star Wars: X-Wing vs. TIE Fighter et son extension Balance of Power Campaigns,. Elle profite d'une bonne réception de la part de la presse spécialisée lors de sa sortie,,.
Star Wars: X-Wing Alliance est le dernier épisode de la série, développé par Totally Games et édité par LucasArts en 1999 sur PC. Le jeu propose un récit profond et complexe permettant de revivre la bataille d'Endor et la destruction de la seconde Étoile de la mort présentée dans le troisième film de la première trilogie, Le Retour du Jedi, ainsi qu'un mode multijoueur,. Le jeu reçoit les louanges de la presse spécialisée lors de sa sortie,,,. En 1999, LucasArts publie également une autre compilation sur PC intitulée Star Wars: X-Wing - Trilogy qui regroupe les versions Collector's CD-ROM de Star Wars: X-Wing et Star Wars: TIE Fighter, Star Wars: X-Wing vs. TIE Fighter - Flight School et le dernier opus de la série Star Wars: X-Wing Alliance.

### Rebel Assault
| 1993 | Star Wars: Rebel Assault                        |
| 1994 |                                                 |
| 1995 | Star Wars: Rebel Assault II - The Hidden Empire |
| 1996 | Star Wars Rebel Assault I and II                |

- Compilation

Star Wars: Rebel Assault est une série de jeux de combat spatial affichée avec des graphismes pré-rendu ou des séquences affichées en full motion video. Elle connait deux épisodes en 1993 et 1995 et une compilation en 1996,.
En 1993, en parallèle à la série naissante Star Wars: X-Wing, LucasArts produit un jeu de combat spatial affiché en full motion video sous forme d'un rail shooter, qui sort sur PC (DOS) et Macintosh, et porté l'année suivante sur 3DO et Mega Drive Mega-CD,,. Le jeu est à l'origine conçu au Royaume-Uni par Psygnosis, sous le titre Planetside, pour le marché du Japon, sur Fujitsu FM Towns, mais il est replacé dans l'univers Star Wars, entraînant la rupture des accords entre LucasArts, et JVC qui détenait les droits. Grâce à son moteur appelé INSANE, le jeu Star Wars: Rebel Assault intègre ainsi des visuels pré-rendus, grâce à des images et des sons numérisés issus des films originaux, mais aussi certaines images re-modélisés, et fonctionne exclusivement le support CD-ROM, pour la première fois pour un jeu vidéo,,,. Le jeu, qui permet d'incarner un pilote débutant s'inspire vaguement d'Un nouvel espoir, et intègre également une bataille rappelant celle de Hoth. Le jeu obtient un succès conséquent, qui évite à LucasArts de déposer le bilan, secoué par de nombreux tumultes depuis le début des années 1990. Cependant, le premier opus de la série X-wing sorti quelques mois plus tôt la même année et jugé meilleur,  X-Wing, vampirise la concurrence, y-compris Rebel Assault,,. L'accueil du jeu auprès de la presse reste somme toute mitigé,.
Une suite est publiée en 1995 sur PC, Mac et PlayStation, sous le titre Star Wars: Rebel Assault II - The Hidden Empire. Le joueur reprend le rôle du pilote cadet dans le mêmegameplay, un peu plus varié et moins linéaire. Le jeu affiche toujours des visuels en full motion video, dont certaines scènes sont tournées avec acteurs. Ces séquences sont les premières images officiellement tournées depuis Le Retour du Jedi. La version PlayStation est développée par Factor 5. Le jeu devient un succès commercial, bien que l'accueil auprès de la presse lors de sa sortie toutes plates-formes confondues reste parfois mitigé,,,,,. Après ce portage, le studio allemand ouvre une filiale américaine et développe d'autres jeux de la franchise notamment la série Rogue Squadron.
En 1996, les deux jeux de la série sont regroupés dans une compilation appelée Star Wars Rebel Assault I and II, sortie sur PC.

### Jedi Knight
| 1995 | Star Wars: Dark Forces                       |
| 1996 |                                              |
| 1997 | Star Wars Jedi Knight: Dark Forces II        |
| 1998 | Star Wars Jedi Knight: Mysteries of the Sith |
| 1999 |                                              |
| 2000 |                                              |
| 2001 |                                              |
| 2002 | Star Wars Jedi Knight II: Jedi Outcast       |
| 2003 | Star Wars Jedi Knight: Jedi Academy          |

- Extension

Star Wars: Jedi Knight est une série de jeux de tir à la première et à la troisième personne débutée en 1995 par LucasArts sur ordinateur et console. Une suite est publiée en 1997 suivie de son extension l'année suivante. Deux nouveaux jeux sont produits par LucasArts en 2002 et 2003,.
Devant le succès de Doom, LucasArts décide de produire en interne un jeu de tir à la première personne. Star Wars: Dark Forces sort en 1995 sur PC, Mac et PlayStation. Le jeu propose d'incarner un personnage armé de blasters, de pistolet et de fusil, déambulant dans des couloirs et sur des passerelles pour délivrer des prisonniers. Le jeu propose en outre plusieurs points d'intérêts et avancées technologiques grâce à son moteur de jeu Jedi, comme la possibilité de regarder en haut ou en bas. C'est l'un des premiers jeux à proposer un scénario conséquent et totalement indépendant et inédit de la franchise cinématographique, dont l'intrigue globale de la série débute après les évènements survenus durant la bataille de Yavin. Dark Forces bénéficie d'une bonne réception lors de sa sortie de la part de la presse spécialisée,,,,.
En 1997, LucasArts développe et publie Star Wars Jedi Knight: Dark Forces II, une suite dont l'intrigue se déroulant après le premier film de la saga, est centrée sur un nouveau personnage nommé Kyle Katarn qui peut dès lors maîtriser la Force, et manier un sabre laser. Grâce à un nouveau moteur nommé Sith, le jeu propose une vue à la première personne, mais aussi un mode multijoueur, dans lequel des duels au sabre laser sont possibles pour la première fois,. En 1998, une extension intitulée Star Wars Jedi Knight: Mysteries of the Sith est publiée par LucasArts. Elle rajoute notamment des modes multijoueurs, retire la fonctionnalité de la Force, et permet de suivre une intrigue dans la peau d'une apprentie Jedi,. Lors de sa sortie Dark Forces II profite d'un très bon accueil auprès de la presse spécialisée,,. L'année suivante, son extension Mysteries of the Sith obtient elle aussi une bonne réception,,,.
LucasArts édite Star Wars Jedi Knight II: Jedi Outcast en mars 2002 sur PC, puis sur Mac (éditée par Aspyr), GameCube et Xbox en fin d'année. Kyle Katarn revient au centre de cette intrigue se déroulant après celle du film Le Retour du Jedi. Le jeu utilise le moteur de Quake III Arena, notamment une version modifiée du jeu Star Trek: Voyager - Elite Force,,. Les versions PC et Mac sont développées par Raven Software,, alors que Vicarious Visions conçoit les versions console. Le jeu reprend globalement le même gameplay que son prédécesseur, de tir à la première et à la troisième personne, avec quelques évolutions au niveau de la Force. Les trois versions de Jedi Outcast obtiennent un très bon accueil de la part de la presse spécialisée, lors de leur sortie,,,,.
Le dernier opus de la série Jedi Knight, Star Wars Jedi Knight: Jedi Academy, est publié par LucasArts en 2003 en Amérique du Nord et par Activision dans le monde,, la version Mac étant éditée par Aspyr. Il est développé par les mêmes acteurs sur PC et Mac, par Raven Software, puis sur Xbox par Vicarious Visions,. Dans ce jeu de tir à la première et à la troisième personne, Kyle Katarn disparait de l'intrigue au profit d'un novice Jedi, ce qui permet de proposer plus de progressivité dans la Force. Le jeu permet dorénavant de personnaliser l'avatar. Comme tous ses prédécesseurs, Jedi Academy obtient un bon accueil lors de sa sortie de la part de la presse spécialisée,,,,.

## Jeux de stratégie en temps réel
| 1998 | Star Wars: Rebellion                                |
| 1999 |                                                     |
| 2000 | Star Wars: Force Commander                          |
| 2001 | Star Wars: Galactic Battlegrounds                   |
| 2002 | Star Wars: Galactic Battlegrounds - Clone Campaigns |
| 2003 |                                                     |
| 2004 |                                                     |
| 2005 |                                                     |
| 2006 | Star Wars: Empire at War                            |
| 2006 | Star Wars: Empire at War - Forces of Corruption     |
| 2007 | Star Wars: Empire at War - Gold Pack                |

- Extension
- Compilation

En 1998, LucasArts produit un jeu de stratégie en temps réel appelé Star Wars: Rebellion sur PC (parfois appelé Star Wars: Supremacy). Le scénario débute après la bataille de Yavin, permet au joueur de prendre le commandement de l'Alliance rebelle ou de l'Empire galactique, afin de contrôler les planètes et repousser les attaques adverses,,. Lors de sa sortie, le jeu reçoit un accueil mitigé, et des notes et des avis partagés de la part de la presse spécialisée,,,.
En mars 2000, LucasArts revient dans le genre avec Star Wars: Force Commander qui intègre cette fois la gestion de troupes au sol plutôt que des combats spatiaux. Le jeu est affiché dans une vue de dessus en trois dimensions et propose une histoire originale basée sur certains éléments scénaristiques de la saga et des parties de l'intrigue des films Un nouvel espoir et Le Retour du Jedi. Il intègre également un mode multijoueur. Le jeu reçoit un accueil plutôt mitigé lors de sa sortie, la presse étant divisée notamment sur la qualité de ses graphismes,,,.
En 2001, un autre jeu de stratégie en temps réel est conçu par Ensemble Studios, sous le titre Star Wars: Galactic Battlegrounds et sort sur PC et Mac,. Le jeu sur cette dernière plate-forme est développé par Aspyr. Le jeu est affiché en 3D isométrique, grâce au moteur Genie Engine de Age of Empires et sa suite. Galactic Battlegrounds se déroule au moment de la guerre des clones, et le joueur gère les ressources de sept groupes distincts au cours de six campagnes différentes. Il profite d'un bon accueil de la part de la presse spécialisée lors de sa sortie,,,. Le jeu connaît en 2002 une extension appelée Star Wars: Galactic Battlegrounds - Clone Campaigns, qui rajoute de nouveaux scénarios, environnements, véhicules et de nombreuses unités. Celle-ci obtient également un accueil favorable lors de sa sortie,,,,,.
En février 2006, LucasArts édite Star Wars: Empire at War sur PC (Windows) et Mac (Mac OS X), un jeu de stratégie en temps réel développé par Petroglyph Games, fondé par des anciens concepteurs de chez Westwood Studios ayant travaillé sur Command and Conquer,. Plutôt que d'axer le jeu sur la collecte de ressources, le jeu fonde la création d'unités en fonction des territoires galactique contrôlée par le joueur. Les combats peuvent se dérouler au sol ou dans l'espace et chaque campagne possède un arc narratif situé entre l'intrigue d'Un Nouvel Espoir et celui de L'Empire contre attaque, dans lesquelles le joueur peut rejoindre l'Alliance rebelle ou l'Empire Galactique. Le jeu connaît une extension uniquement sur PC intitulée Star Wars: Empire at War - Forces of Corruption dès octobre 2006. Celle-ci rajoute un  scénario permettant au joueur d'incarner Tyber Zann, qui tente de tirer parti de la destruction de l'Étoile de ma mort pour faire fructifier ses activités, le Consortium de Zann. Le jeu et son extension sont globalement bien accueillis,,,. En 2007, une compilation de ces deux réalisations nommée Star Wars: Empire at War - Gold Pack est publiée par LucasArts sur PC.
En 2012, le jeu de stratégie en temps réel par navigateur Lego Star Wars: Battle Orders est publié et permet de déplacer des vaisseaux stylisés en Lego sur une petite carte et de conquérir les planètes des adversaires.

## Collaboration avec Nintendo
LucasArts continue sa politique consistant à publier des jeux sur les plates-formes Nintendo.
En 1996, LucasArts publie sur Nintendo 64, puis l'année suivante sur PC, le jeu Star Wars: Shadows of the Empire, qui propose principalement un gameplay de jeu de tir à la troisième personne mais aussi le combat aux commandes de véhicules. Le jeu met en scène un héros nommé Dash Rendar dont les péripéties qu'il rencontre se situent entre la fin de premier film et le second de la première trilogie. Le scénario est inspiré du roman (éponyme en anglais) Star Wars : Les Ombres de l'Empire. Le jeu bénéficie d'une bonne médiatisation, avec une grosse stratégie commerciale multi-supports, et de nombreux produits dérivés, et un bon accueil de la part des fans. Mais le résultat mitigé d'un jeu mélangeant trop de genres et quelques problèmes techniques, n'obtient pas le succès escompté,.
En 1998, LucasArts confie le développement d'un jeu sur Nintendo 64 à Factor 5. Star Wars: Rogue Squadron met en scène des personnages et des éléments secondaires de la franchise, notamment Wedge Antilles et l'escouade Rogue Squadron, qui prend ses origines dans les romans et les bandes dessinées dérivées de la franchise. L'intrigue se déroule entre les deux premiers films de la trilogie, et permet au joueur de réaliser des combats aériens, notamment en revivant la bataille de Hoth. Le jeu reprend et s'inspire de l'une des séquences de Star Wars: Shadows of the Empire dans lequel le joueur rejoue cette bataille aux commandes d'un snowspeeder. Le jeu ne comporte cependant pas de mode multijoueur. Lors de sa sortie, Rogue Squadron est globalement bien accueilli par la presse spécialisée, l'absence de multijoueur et un brouillard de distance assez fréquent étant les seuls bémols relevés,,.
En 2001, LucasArts publie la suite Star Wars: Rogue Squadron II - Rogue Leader, développé par Factor 5 sur GameCube, profitant de la plate-forme pour proposer des graphismes nettement améliorés. Le jeu se déroule dès lors dans l'espace et permet de se replonger dans les grandes batailles des trois premiers films de la franchise cinématographique. Le jeu est très bien accueilli par les critiques et les joueurs
Le dernier opus est également produit par LucasArts avec la collaboration de Factor 5 en 2003, et sort sur GameCube sous le titre Star Wars: Rogue Squadron III - Rebel Strike. Le jeu reprend pour partie le gameplay de son prédécesseur, puisque la moitié du jeu propose des séquences de tir à la troisième personne à la manière de Shadows of the Empire. Le jeu comporte cependant un mode coopératif et un multijoueur, ainsi que les jeux d'arcade Atari sous forme d'easter egg,. L'accueil du jeu lors de sa sortie par la presse est globalement positif,,.

## Seconde trilogie
| 1999 | Star Wars, épisode I : La Menace fantôme      |
| 1999 | Star Wars Episode I: Racer                    |
| 2000 | Star Wars Episode I: Jedi Power Battles       |
| 2000 | Star Wars Episode I: Obi-Wan's Adventures     |
| 2000 | Star Wars: Obi-Wan                            |
| 2000 | Star Wars: Battle for Naboo                   |
| 2001 | Star Wars: Super Bombad Racing                |
| 2002 | Star Wars: Racer Revenge                      |
| 2002 | Star Wars, épisode II : L'Attaque des clones  |
| 2002 | Star Wars: The Clone Wars                     |
| 2002 | Star Wars: The New Droid Army                 |
| 2003 |                                               |
| 2004 |                                               |
| 2005 | Star Wars, épisode III : La Revanche des Sith |

- Épisode I : La Menace Fantôme
- Épisode II : L'Attaque des clones
- Épisode III : La Revanche des Sith

### La Menace Fantôme
LucasArts adapte le premier film de la prélogie, sous le titre Star Wars, épisode I : La Menace fantôme, en avril 1999 sur PC et PlayStation. C'est un jeu d'action-aventure affiché à la troisième personne avec une caméra haute proposant une vue de dessus, conçu par Big Ape Productions,. Le jeu reprend globalement l'intrigue du film dont il s'inspire, tout en rajoutant des éléments inédits. Le jeu reçoit un accueil mitigé de la part de la presse spécialisée notamment en raison de la qualité médiocre de ses graphismes, bien qu'il soit un succès commercial.
En avril 1999, Star Wars Episode I: Racer, développé et édité par LucasArts, adapte la séquence de course de module tirée du film La Menace fantôme sur PC (Windows), Nintendo 64, GameCube, Dreamcast et Game Boy Color,. Le jeu propose différents modes de course sur huit planètes de l'univers Star Wars comme Tatooine. Le jeu reçoit des critiques plutôt positives lors de sa sortie,,. En 2000, Sega publie un jeu similaire en arcade nommé Star Wars: Racer Arcade ,,.
LucasArts adapte une nouvelle fois La Menace fantôme en mars 2000 sur PlayStation, Dreamcast, et Game Boy Advance sous le titre Star Wars Episode I: Jedi Power Battles (c'est HotGen qui développe le jeu sur GBA),. C'est un jeu d'action-aventure dans une vue à la troisième personne avec une caméra très éloignée, agrémenté de phases de beat them all et de jeu de plates-formes, dans lequel le joueur peut incarner les Jedi Qui-Gon Jinn, Obi-Wan Kenobi, Plo Koon, Mace Windu et Adi Gallia. Le jeu reçoit un accueil assez mitigé,.
En novembre 2000, HotGen développe le jeu Star Wars Episode I: Obi-Wan's Adventures sur Game Boy Color édité par THQ. C'est un jeu d'action-aventure affiché dans une vue isométrique, avec des passages à défilement latéral, et dans lequel le joueur incarne Obi-Wan Kenobi durant La Menace fantôme. Le jeu obtient des critiques plutôt mitigées lors de sa sortie,,,.
En décembre 2000, LucasArts publie Star Wars: Obi-Wan sur Xbox. Le jeu est à l'origine débuté sur PC, puis transféré sur la console Microsoft,,. Le changement de plate-forme entraîne la mise en place de contrôles atypiques lors des combats au sabre laser, dès lors géré grâce au stick analogique, plutôt qu'avec une souris. L'intrigue prend place juste avant celle de La Menace fantôme,. Obi-Wan Kenobi lutte contre une organisation criminelle appelée Black Hoth et s'infiltre dans le repaire de Tusken Raider. Comme ses prédécesseurs, les notes sont très moyennes et les avis assez critiques,,.
En décembre 2000, LucasArts publie Star Wars: Battle for Naboo sur Nintendo 64 et PC, développé par Factor 5,. L'intrigue prend place durant La Menace fantôme. Le jeu reprend le gameplay de Rogue Squadron, et place le joueur aux commandes de véhicules terrestre sur Naboo, mais aussi aériens. Le pilote de la résistance Gavin Sykes fuit l'invasion de la Fédération du commerce et est obligé de remplir plusieurs missions. La version Nintendo 64 obtient des critiques globalement positives, et la version PC est légèrement moins bien accueillie,,.
En 2001, Lucas Learning développe Star Wars: Super Bombad Racing, un jeu de course édité par LucasArts sur PlayStation 2. L'intrigue se déroule au moment de La Menace fantôme, les personnages de la franchise conduisant les véhicules sont affichés en super deformed et le gameplay s'apparente à celui de Super Mario Kart ou Diddy Kong Racing. Le jeu est moyennement perçu par les critiques lors de sa sortie,.
En 2002, LucasArts édite la suite d'Episode I: Racer sur PlayStation 2, sous le titre Star Wars: Racer Revenge, développée par Rainbow Studios. Le synopsis justifie cette suite par la vengeance de Sebulba qui a perdu quelques années plus tôt. L'intrigue se déroule huit années après les péripéties du premier opus et le gameplay est identique mis à part quelques nouveautés. Le jeu comporte moins de course que son prédécesseur, mais aussi de nouveaux personnages, dont certains déblocables. Outre la gestion de la chaleur présente dans le dernier opus, le joueur doit surveiller l'état de son véhicule en cas de percussion, puisque les dégâts matériels sont inclus et peuvent provoquer l'arrêt de la course. Il peut acheter des pièces pour améliorer son module de course. Le jeu reçoit un accueil restant globalement bon,,,,.

### L'Attaque des clones
Au cours de l'année 2001, LucasArts décide de ne pas adapter le film L'Attaque des clones en jeu vidéo, car les délais pour produire des jeux de qualité sont trop courts. En 2002, trois jeux vidéo sont adaptés du film.
En mai 2002, David A. Palmer Productions développe le jeu Star Wars, épisode II : L'Attaque des clones qui est édité par THQ sur Game Boy Advance. Ce beat them all à défilement latéral affiché en deux dimensions s'inspire du film dont il porte le titre et son intrigue se déroule dix années après la bataille de Naboo sur différentes planètes dont Tatooine, Géonosis ou Coruscant. Le joueur peut diriger Obi-Wan Kenobi, Mace Windu et Anakin Skywalker et combattre des ennemis tels que des droïdes, le comte Dooku et Jango Fett. Lors de sa sortie, l'accueil du jeu auprès de la presse spécialisée est très mitigé, globalement négatif,,,.
Star Wars: The Clone Wars est développé par Pandemic Studios et publié par LucasArts en octobre 2002 sur GameCube, PlayStation 2, et Xbox. L'intrigue se déroule durant celle du film dont il s'inspire et débute lors de la bataille de Géonosis. Le jeu propose des phases de conduite et de combats aux commandes de nombreux véhicules, ainsi que des phases de jeu affichées à la troisième personne dans lesquelles le joueur incarne les Jedi Anakin Skywalker et Mace Windu. Le jeu reçoit un accueil globalement positif sur toutes les plates-formes,,,.
En novembre 2002, THQ publie sur Game Boy Advance le jeu Star Wars: The New Droid Army développé par Helixe. Le jeu présente une intrigue se déroulant avant qu'Anakin Skywalker ne bascule du côté obscure de la Force et sa transformation en Dark Vador. Le joueur incarne ce Jedi qui enquête sur la création d'un nouveau droïde de combat ne pouvant être détruit par un sabre laser. The New Droid Army propose un gameplay de type jeu d'action, affiché dans une perspective isométrique. Lors de sa sortie, le jeu reçoit un ensemble de notes et d'appréciations moyennes de la part de la presse spécialisée,,,.

### La Revanche des Sith
Star Wars, épisode III : La Revanche des Sith est un jeu de type beat them all affiché dans une vue à la troisième personne développé par The Collective et édité en 2005 par LucasArts sur PlayStation 2 et Xbox. Le jeu est porté sur Game Boy Advance et Nintendo DS par Ubisoft Montréal et édité par Ubisoft. C'est une adaptation de Star Wars, épisode III : La Revanche des Sith,,,. Le jeu est également adapté sur téléphone mobile par THQ Wireless en avril 2005,. Une version PlayStation Portable est au départ annoncée, mais disparait en 2005 du line-up d'Ubisoft. Le joueur incarne les Jedi Obi-Wan Kenobi et Anakin Skywalker suivant les niveaux, ce dernier basculant du côté obscur de la Force,. Les versions sur console portable sont affichées en pseudo 3D sous forme de jeu à défilement latéral,. L'accueil de toutes les versions reste partagé, recevant parfois de bonnes notes ou parfois en deçà de la moyenne,,,,.

## Starfighter
| 2001 | Star Wars: Starfighter      |
| 2002 | Star Wars: Jedi Starfighter |

Star Wars: Starfighter est une série de deux jeux de combat aérien conçue sur PC et console par LucasArts en 2001 et 2002,.
Star Wars: Starfighter sort en 2001 sur PlayStation 2, Xbox et PC. Le jeu est développé par LucasArts en premier lieu pour la console Microsoft, qui sort sous le titre Star Wars: Starfighter - Special Edition. Fin 2003, le jeu est également porté sur borne d'arcade, une version dynamique montée sur vérins reproduisant les mouvements du vaisseau, appelée TsuMo (pour Tsunami Motion), une technologie conçue par Tsunami Visual Technologies. Le joueur incarne un pilote de l'alliance rebelle aux commandes d'un vaisseau, au côté d'une unité R2-D2, qui doit détruire des vaisseaux de la Fédération du commerce aux alentours de la planète traverser les plaines et un vaisseau de commandement droïde, juste avant la bataille de Naboo,. Lors de sa sortie, Starfighter reçoit dans l'ensemble une bonne réception de la part de la presse spécialisée,,.
Star Wars: Jedi Starfighter est la suite produite par LucasArts en 2002 également sur PlayStation 2 et Xbox. Cette suite voit l'apparition de la Force et d'un mode coopératif. Les évènements se déroulent avant et pendant la bataille de Géonosis, survenant durant l'intrigue du film L'Attaque des clones. L'accueil du jeu est globalement positif lors de sa sortie,,.

## Galaxies
| 2003 | Star Wars Galaxies                                                 |
| 2004 | Star Wars Galaxies: Jump to Lightspeed                             |
| 2005 | Star Wars Galaxies: Rage of the Wookiees                           |
| 2005 | Star Wars Galaxies: The Total Experience                           |
| 2005 | Star Wars Galaxies: Trials of Obi-Wan                              |
| 2005 | Star Wars Galaxies: Starter Kit                                    |
| 2006 | Star Wars Galaxies: The Complete Online Adventures                 |
| 2007 |                                                                    |
| 2008 | Star Wars Galaxies: Trading Card Games - Champions of the Force    |
| 2008 | Star Wars Galaxies: Trading Card Games - Squadrons over Corellia   |
| 2009 | Star Wars Galaxies: Trading Card Games - Galactic Hunters          |
| 2009 | Star Wars Galaxies: Trading Card Games - Agents of Deception       |
| 2009 | Star Wars Galaxies: Trading Card Games - The Shadow Syndicate      |
| 2009 | Star Wars Galaxies: Trading Card Games - The Nightsister's Revenge |
| 2010 | Star Wars Galaxies: Trading Card Games - Threat of the Conqueror   |
| 2010 | Star Wars Galaxies: Trading Card Games - The Price of Victory      |

- Extension
- Compilation

Star Wars Galaxies (sous-titré An Empire Divided) est un MMORPG publié par LucasArts en juin 2003 sur PC,. Le jeu est développé par Sony Online Entertainment, notamment par l'équipe ayant conçu EverQuest, et adapte différents moments des deux premières trilogies de films. Le jeu connait plusieurs extensions, patchs et refonte de son gameplay. L'extension Star Wars Galaxies: Jump to Lightspeed qui sort en 2004 rajoute la possibilité de combattre dans l'espace. La seconde intitulée Star Wars Galaxies: Rage of the Wookiees et publiée en mai 2005 rajoute la planète Kashyyyk, et une partie de son intrigue est adaptée du trième film de la seconde trilogie, La Revanche des Sith. La troisième et dernière extension éditée en novembre 2005, Star Wars Galaxies: Trials of Obi-Wan, rajoute en particulier la planète Mustafar.
Le jeu subit également plusieurs modifications, notamment le patch appelé Jedi Revamp en juin 2004 qui modifie  l'accès aux personnages utilisant la Force. En juin 2005, la modification appelée Combat Upgrade (abrégé CU) tente de redonner de l'intérêt aux combats, en modifiant de nombreux éléments du gameplay, comme la réduction du nombre de professions ou la modification du système de combat. En novembre 2005, une nouvelle refonte est apportée, sous l'appellation New Game Enhancements (abrégée NGE), modifiant à nouveau le système de combat et divers éléments du système de jeu. Si l'accueil du jeu est positif lors sa sortie, ces modifications de 2005 sont très critiquées par les joueurs obligeant l'éditeur à un retour en arrière.
En mai 2005, LucasArts publie Star Wars Galaxies: The Total Experience, une compilation regroupant le jeu original An Empire Divided et les extensions Jump to Lightspeed et Rage of the Wookiees. En novembre 2005, une nouvelle compilation est publiée sous le titre Star Wars Galaxies: Starter Kit, regroupant An Empire Divided et Jump to Lightspeed. En 2006, une compilation nommée Star Wars Galaxies: The Complete Online Adventures regroupe le jeu et ses trois extensions.
Profitant du succès de Star Wars Galaxies, LucasArts et Sony Online Entertainment produisent en août 2008 un jeu de cartes à collectionner en ligne sur PC appelé Star Wars Galaxies: Trading Card Games - Champions of the Force. Par la suite, de nombreuses extensions rajoutant des cartes inédites et de nouveaux personnages sont publiées, notamment Star Wars Galaxies: Trading Card Games - Squadrons over Corellia dès décembre 2008, Star Wars Galaxies: Trading Card Games - Galactic Hunters en mars 2009, Star Wars Galaxies: Trading Card Games - Agents of Deception en juin 2009, Star Wars Galaxies: Trading Card Games - The Shadow Syndicate en septembre 2009, Star Wars Galaxies: Trading Card Games - The Nightsister's Revenge en décembre 2009, Star Wars Galaxies: Trading Card Games - Threat of the Conqueror en mars 2010 et Star Wars Galaxies: Trading Card Games - The Price of Victory en décembre 2010.
Les serveurs de jeu sont fermés le 15 décembre 2011 mettant fin à la vie du jeu. En 2009, il avait perdu la moitié de ses joueurs.

## Knights of the Old Republic
| 2003    | Star Wars: Knights of the Old Republic                      |
| 2004    | Star Wars: Knights of the Old Republic II - The Sith Lords  |
| 2005    |                                                             |
| 2006    |                                                             |
| 2007    |                                                             |
| 2008    |                                                             |
| 2009    |                                                             |
| 2010    |                                                             |
| 2011    | Star Wars: The Old Republic                                 |
| 2012    |                                                             |
| 2013    | Star Wars: The Old Republic - Rise of the Hutt Cartel       |
| 2014    | Star Wars: The Old Republic - Galactic Starfighter          |
| 2014    | Star Wars: The Old Republic - Galactic Strongholds          |
| 2014    | Star Wars: The Old Republic - Shadow of Revan               |
| 2015    | Star Wars: The Old Republic - Knights of the Fallen Empire  |
| 2016    | Star Wars: The Old Republic - Knights of the Eternal Throne |
| 2017    |                                                             |
| 2018    |                                                             |
| 2019    | Star Wars: The Old Republic - Offensive                     |
| 2020    |                                                             |
| 2021    |                                                             |
| 2022    |                                                             |
| 2023    |                                                             |
| 2024    |                                                             |
| À venir | Knights of the Old Republic Remake                          |

- Extension

Star Wars: Knights of the Old Republic est une série de jeux vidéo composée de deux jeux vidéo de rôle développés par BioWare et Obsidian Entertainment  sur ordinateurs et Xbox en 2003 et 2004. En 2011, une suite sous forme de MMORPG est développée par BioWare, et possède de nombreuses extensions.
En juillet 2003, LucasArts publie sur Xbox le jeu Star Wars: Knights of the Old Republic (souvent abrégé KOTOR), développé par BioWare. Ce jeu vidéo de rôle affiché dans une vue à la troisième personne sort en novembre sur PC (Windows) et Mac. L'intrigue se déroule 4 000 ans avant la création de l'Empire galactique, à une époque où l'Ancienne République menace de s'effondrer, sous les attaques du Seigneur Sith Dark Malak et de son armée. Le jeu suit le périple d'un groupe de Jedi au service de la République et de l'Ordre Jedi, enquêtant sur l'origine de la menace Sith, en traversant la galaxie pour vaincre Malak. Les combats se déroulent suivant un mélange de jeu en temps réel et au tour par tour,. Le joueur doit constamment choisir ses actions et s'orienter du côté obscur ou lumineux de la Force. LucasArts propose à BioWare de s'appuyer sur le film L'Attaque des clones, mais l'équipe préfère finalement avoir plus de liberté de création en plaçant l'intrigue loin dans le passé,. Le jeu est un succès critique et commercial, et reçoit plusieurs prix notamment un British Academy Video Games Award en 2003, plusieurs Game Developers Choice Awards en 2004, de nombreux Interactive Achievement Awards, ou des titres de meilleur jeu de l'année par la presse spécialisée. KOTOR est tardivement porté sur iOS et Android, respectivement en mai 2013 et décembre 2014.
En 2003, LucasArts annule le projet alors en cours de développement de type MMO sur console appelé Pangaea et basé sur le concept de Gladius. L'équipe et certains éléments de conception sont transférés sur un nouveau projet nommé Proteus, le développement de Star Wars: Knights of the Old Republic III. Cependant, le jeu est lui aussi annulé en 2004.
En 2004, LucasArts édite la suite Star Wars: Knights of the Old Republic II - The Sith Lords, cette fois développée par Obsidian Entertainment sur PC et Xbox, studio fondé par des anciens concepteurs de Baldur's Gate. Son développement débute avant la sortie du premier opus. Il reprend le moteur de jeu créé pour son prédécesseur, le Odyssey Engine, ainsi que le même gameplay dans un scénario plus profond, se déroulant cinq années après la défaire de Malak,,. Le joueur incarne un Jedi masculin ou féminin, banni par le Conseil des Jedi pour avoir suivi Dark Revan pendant les Guerres Mandaloriennes. Alors que l'ordre des Jedi est presque complètement anéanti par les Sith, le héros retrouve celui qui l'a banni dix ans plus tôt. Ce dernier l'envoie à la recherche du seul Jedi survivant afin de combattre les Sith. Le jeu reçoit également de bonnes critiques.
En 2011, une nouvelle suite développée par BioWare est publiée par Electronic Arts sous le titre Star Wars: The Old Republic (abrégé SWTOR). C'est un MMORPG sur PC se déroulant 300 ans après l'intrigue de KOTOR II, The Sith Lords. Une paix fragile est depuis peu maintenue entre l'Empire Sith ressuscité et la République galactique, le héros pouvant se placer d'un côté ou de l'autre, basculer du côté obscur ou lumineux de la Force, et évoluer à mesure qu'il avance dans les huit campagnes différentes composées de trois actes chacune. Bien que les chiffres officiels ne soient pas divulgués, le jeu serait l'un des plus couteux à produire (à la fin des années 2010), soit plus de 200 millions de dollars. Lors de sa sortie, SWTOR est globalement bien accueilli, et devient le MMO connaissant la plus forte croissance, fort d'un million d'abonnés en trois jours après son lancement. Il perd cependant rapidement une partie de ses abonnés mais reste rentable. Par la suite, la désertion de nombreux joueurs pousse les producteurs à le proposer en free-to-play en juillet 2012, avec des options de paiement,,,.
Le jeu connaît également plusieurs mises à jour et extensions,. Chaque extension peut être obtenue plusieurs semaines avant la sortie officielle en fonction de l'abonnement du joueur. En avril 2013, Star Wars: The Old Republic - Rise of the Hutt Cartel permet d'affronter le Cartel Hutt, qui tente de prendre le contrôle de la nouvelle planète Makeb et de rivaliser avec l'Empire Sith et la République,. En février 2014, la seconde extension intitulée Star Wars: The Old Republic - Galactic Starfighter, rajoute plusieurs vaisseaux et la possibilité de combattre dans l'espace à douze contre douze et de nombreux autre éléments,. En octobre 2014, Star Wars: The Old Republic - Galactic Strongholds permet au joueur de bénéficier de logements personnalisables, et les vaisseaux de guilde et le mode « conquête des planètes » font leur apparition. En décembre 2014, Star Wars: The Old Republic - Shadow of Revan rajoute une intrigue, permettant ax Sith et à la République de combattre un ennemi commun, Revan et sa secte d'extrémistes, et de nombreux personnages ainsi que les planètes Rishi et Yavin 4. Le personnage peut être développé jusqu'au niveau 60 et un système de discipline remplace l'arbre de compétences. En octobre 2015, l'extension Star Wars: The Old Republic - Knights of the Fallen Empire rajoute un contenu et des modifications importantes avec un nouvel arc narratif composé de neuf chapitres mettant en scène le personnage nommé l'« Étranger » et de nouvelles planètes, de nouveaux compagnons, et une augmentation des niveaux à 65,. En décembre 2016, Star Wars: The Old Republic - Knights of the Eternal Throne propose une nouvelle histoire composée de neuf chapitres faisant suite à Knights of the Fallen Empire, centré sur le même personnage, l'Étranger. Outre l'augmentation des niveaux, elle intègre de nombreux apports de contenu ou de gameplay. En octobre 2019, l'extension Star Wars: The Old Republic - Offensive rajoute notamment deux nouvelles planètes, Onderon et Mek-Sha, une nouvelle race, et de nombreux éléments de gameplay ou de contenu, comme l'augmentation des niveaux à 75,,.
En mai 2019, plusieurs rumeurs indiquent qu'une trilogie de films basée sur la série Star Wars: Knights of the Old Republic serait en préparation.

## Battlefront
| 2004 | Star Wars: Battlefront                     |
| 2005 | Star Wars: Battlefront Mobile              |
| 2005 | Star Wars: Battlefront II                  |
| 2006 |                                            |
| 2007 | Star Wars: Battlefront - Renegade Squadron |
| 2008 |                                            |
| 2009 | Star Wars: Battlefront - Elite Squadron    |
| 2009 | Star Wars Battlefront: Mobile Squadrons    |
| 2010 |                                            |
| 2011 |                                            |
| 2012 |                                            |
| 2013 |                                            |
| 2014 |                                            |
| 2015 | Star Wars Battlefront                      |
| 2016 |                                            |
| 2017 | Star Wars Battlefront II                   |

Star Wars: Battlefront est une série de jeux de tir à la première et à la troisième personne, jouée en solo et multijoueur, aussi bien dans la peau de soldats de l'Empire galactique que de l'Alliance rebelle. Deux jeux sont développés sur console et ordinateurs en 2004 et 2005 par Pandemic Studios, un portage est réalisé par Aspyr sur iOS, et deux adaptations sur console portable sont développées en 2007 et 2009 par Rebellion Developments. Un second jeu est développé sur mobile en 2009 par THQ. Depuis le rachat de la franchise Star Wars par Disney, c'est Electronic Arts qui détient les droits d'adaptation et produit deux jeux développés par DICE en 2015 et 2017 sur plates-formes de jeu à domicile,.
En décembre 2004, LucasArts publie le jeu de tir à la première et à la troisième personne intitulé Star Wars: Battlefront sur PC, PlayStation 2, Xbox puis sur Mac, dont les développements est confié à Pandemic Studios. Le jeu se déroule à différents moments de la première et seconde trilogie, et met en scène un soldat plongé dans des combats concernant quatre armées ou factions différentes que sont la République galactique et la Confédération des systèmes indépendants, et l'Empire galactique et l'Alliance rebelle. Le joueur choisit un avatar parmi cinq classes de personnages, qui doit éliminer un maximum d'ennemis mais aussi prendre des points stratégiques comme les postes de commandement ; il peut également piloter et combattre grâce à de nombreux véhicules. Le jeu propose plusieurs modes solo et multijoueur. Le jeu reçoit des critiques favorables lors de sa sortie,,,. GameSpy arrête le support du jeu en ligne en novembre 2012 Dès le mois d'octobre 2005, LucasArts publie la suite Star Wars: Battlefront II également développée par Pandemic Studios, sur PC, sur PlayStation 2, et PlayStation Portable. Le jeu propose de nouveaux véhicules et personnages, des cartes et des missions inédites, et de nouveaux mécanismes de jeu tels que l'apparition de Jedis, de nouveaux modes de jeu et des batailles spatiales basées sur des objectifs. Le jeu propose une campagne plus narrative, reprenant des passages de l'histoire de Star Wars du point de vue d'un Stormtrooper, racontant son affectation auprès de la République galactique et de l'Empire galactique. Le jeu est un succès commercial et reçoit globalement de bonnes critiques lors de sa sortie, notamment grâce à son scénario,,,.
En novembre 2005, une version mobile est conçue par THQ Wireless sur téléphone mobile supportant Java, sous le titre Star Wars: Battlefront Mobile. Le joueur choisit de rejoindre l'Empire ou la rébellion, et le jeu se déroule en multijoueur sur quinze planètes différentes. Ses actions influent sur des conflits globaux, lorsqu'ils sont mis en ligne. La série est portée une seconde fois sur mobile par THQ Wireless en avril 2009 sous le titre Star Wars Battlefront: Mobile Squadrons. Dans ce jeu multijoueur, le joueur contrôle une légion de stormtroopers à travers quinze niveaux différents abordant différents conflits de l'univers Star Wars tous films confondus,.
Dès 2006, plusieurs rumeurs indiquent qu'une suite appelée Star Wars: Battlefront III est en cours de développement pour ordinateur et console. Des témoignages de concepteurs datant de 2008 ayant travaillés sur le projet, des vidéos du gameplay dévoilées depuis 2009, ou des éléments conceptuels en 2012 confirment l'existence du jeu. Le jeu est cependant annulé en 2008. Début 2016, un prototype jouable fait surface sur Internet,,,.
En octobre 2007, LucasArts édite la série sur PlayStation Portable adaptée par Rebellion Developments sous le titre Star Wars: Battlefront - Renegade Squadron. La campagne en mode solo dépeint les aventures de l'escouade de l'Alliance rebelle Renegade Squadron depuis sa création par Han Solo tout au long de son histoire opérationnelle, jusqu'à sa dissolution après la bataille d'Endor, durant leurs combats au cours des batailles comme celles de Yavin et de Hoth. Le jeu propose également plusieurs de modes multijoueurs. Le jeu reçoit un accueil mitigé lors de sa sortie de la part de la presse spécialisée,,. En novembre 2009, LucasArts publie la suite Star Wars: Battlefront - Elite Squadron également conçue par Rebellion Developments. Le joueur incarne un soldat clone appelé X2, créé à partir de l'ADN d'un Jedi. Celui-ci se voit confier la tâche de chasser les Jedi en répondant aux injonctions de l'ordre 66 aidé de son frère clone, X1. X2 fait partie du groupe de clones du Jedi nommé Ferroda, qu'il le tue, ce qu'il regrette plus tard. Par conséquent, X2 trahit l'Empire et rejoint la Rébellion. Il participe ainsi à toutes les grandes batailles de la saga Star Wars, de La Revanche des Sith à celles du film Le Retour du Jedi. Le joueur prend part à des combats terrestres ou en véhicules, ainsi que dans l'espace. Comme son prédécesseur, le jeu est moyennement apprécié par la presse lors de sa sortie,,.
Après le rachat de la franchise Star Wars par Disney, le développement d'un jeu dans la série est confié à DICE par Electronic Arts qui détient les droits d'adaptation. Un nouveau jeu est donc publié en novembre 2015 sur PC, PlayStation 4 et Xbox One, et considéré comme un reboot plutôt que comme une suite, sous le titre Star Wars Battlefront,,. Le jeu adapte le gameplay original, en se concentrant sur cinq films de la saga Star Wars, Rogue One: A Star Wars Story, Un nouvel espoir, L'Empire contre-attaque, Le Retour du Jedi et Le Réveil de la Force. Le jeu est bien accueilli par la presse spécialisée lors de sa sortie, mais subit quelques critiques notamment un manque de contenu,,. Il reçoit plusieurs prix en 2015 et 2016 comme des Dice Awards, des Game Critics Awards, ou des NAVGTR awards. En décembre 2016, le jeu bénéficie d'un contenu téléchargeable intitulé Star Wars Battlefront: Rogue One - VR Mission, rajoutant une mission jouable en réalité virtuelle, qui place le joueur aux commandes d'un X-wing partant à l'assaut d'un  croiseur ennemi au-dessus de la planète Scarif,,. En novembre 2017, Electronic Arts publie une suite nommée Star Wars Battlefront II sur PC, PlayStation 4 et Xbox One, également développée par DICE. La campagne du jeu débute après les événements du film Le Retour du Jedi, lorsque l'Étoile de la mort explose. Un soldat d'élite de l'Empire appelé Iden Versio est alors décidé à venger la mort de l'Empereur ayant survenue. Le jeu reçoit un accueil mitigé en raison de la présence de loot box récupérables sous la forme de microtransactions en cours de jeu, il est alors considéré par certains de pay to win,,,. Il reçoit plusieurs prix en 2017 et 2018 comme un Game Critics Awards, un SXSW Gaming Awards, un ASCAP Composers' Choice Awards et un Develop Awards.

## Le Pouvoir de la Force
| 2008 | Star Wars : Le Pouvoir de la Force                         |
| 2009 | Star Wars : Le Pouvoir de la Force - Ultimate Sith Edition |
| 2010 | Star Wars : Le Pouvoir de la Force II                      |

- Édition augmentée

Le Pouvoir de la Force est un projet multimédia décliné en jeux vidéo, roman et figures, à la manière du projet Star Wars : Les Ombres de l'Empire. Lors du rachat de la franchise Star Wars, le projet est stoppé et placé hors-canon à l'instar de toutes les créations connexes aux films principaux précédant le rachat,,.
En septembre 2008, LucasArts publie Star Wars : Le Pouvoir de la Force sur de nombreuses plates-formes. Le studio développe les versions PlayStation 3 et Xbox 360, alors que Krome Studios conçoit les versions PlayStation 2, PlayStation Portable et Wii. Universomo développe la version iOS, N-Gage et téléphone mobile, et n-Space se charge de l'adaptation sur Nintendo DS. Aspyr conçoit celles sur PC sous Windows et Mac OS X. L'intrigue se situe entre et relie les deux premières trilogies cinématographiques de la franchise, racontant la naissance de l'Alliance rebelle et de la Guerre Civile Galactique. Ce jeu d'action-aventure peut se jouer en vue à la première et à la troisième personne et permet au joueur d'incarner un apprenti secret de Dark Vador, le nouveau personnage nommé Starkiller. Il mêle combat au sabre laser et utilisation de la Force. Le jeu reçoit un accueil positif malgré quelques critiques et devient un succès commercial,,,.
Mi-novembre 2008, un contenu téléchargeable pour les versions PS3 et Xbox 360 introduit différentes skins permettant de jouer avec plusieurs personnages. Début décembre, ces plates-formes profitent de deux nouveaux DLC. Un premier pack rajoute de nouveaux personnages,,, et le second rajoute une nouvelle mission dans le temple Jedi. Fin août 2009, le nouveau pack intitulé Tatooine Downloadable Content rajoutant un arc narratif nommé Infinities est publié sur les mêmes plates-formes,. Celui-ci contient un scénario composé d'une mission sur la planète Tatooine. Début novembre 2008, une édition augmentée du jeu, intitulée Star Wars : Le Pouvoir de la Force - Ultimate Sith Edition, est publiée sur les mêmes plates-formes, ainsi que sur PC et Mac. Cette version regroupe le jeu original et tous les DLC, ainsi que nouveau pack nommé Tatooine,. Ce dernier propose deux missions, la première sur la planète Tatooine, et une seconde sur celle de Hoth,. La mission sur Hoth est par la suite publiée en mai 2010 en téléchargement sur PS3 et Xbox 360.
En octobre 2010, la suite intitulée Star Wars : Le Pouvoir de la Force II est publiée par LucasArts. Le studio développe les versions PlayStation 3 et Xbox 360, Aspyr se charge de la version PC et Red Fly Studio conçoit la version Wii. Le joueur contrôle un clone de Starkiller, le protagoniste du précédent épisode, qui se lance dans une quête pour retrouver son identité et retrouver celle dont est amoureux Starkiller, Juno Eclipse. Le jeu reprend gameplay de son prédécesseur en apportant quelques nouveautés. L'accueil du jeu lors de sa sortie reste mitigé, la presse spécialisée soufflant le chaud et le froid,,. Les ventes sont décevantes et n'atteignent pas les objectifs fixés. En 2013, une suite est envisagée, mais la série est stoppée lors du rachat de la franchise Star Wars par Disney en 2014.

## The Clone Wars
| 2008 | Star Wars: The Clone Wars - Duels au sabre laser       |
| 2008 | Star Wars: The Clone Wars - L'Alliance Jedi            |
| 2009 | Star Wars: The Clone Wars - Les Héros de la République |
| 2010 | Star Wars: Clone Wars Adventures                       |

En 2008, la franchise Star Wars est déclinée en série télévisée d'animation, sous le titre Star Wars: The Clone Wars. Plusieurs jeux vidéo sont adaptés de cette série. Comme la série, les jeux se déroulent au moment de la guerre des clones, un conflit se déroulant entre le second et le troisième épisode de la saga cinématographique, L'Attaque des clones et La Revanche des Sith de la série de films Star Wars. Ce conflit oppose la République galactique et les Séparatistes de la Confédération des systèmes indépendants.
En novembre 2008, LucasArts met sur le marché le jeu d'action Star Wars: The Clone Wars - Duels au sabre laser, développé par Krome Studios sur Wii. Le jeu propose des combats au sabre laser. Le mode campagne retrace le scénario de certains épisodes de la première saison de la série et se termine avec un scénario inédit. Le jeu est conçu pour tirer parti du gameplay unique de la télécommande Wii, et impose au joueur de manier la manette comme un sabre dans le bon timing durant les combats. La Force est également introduite dans le gameplay pour réaliser des attaques spéciales grâce au nunchuk et des quick time events doivent parfois être effectués,,. Le jeu reçoit un accueil très mitigé de la part de la presse spécialisée lors de sa sortie,.
En novembre 2008, LucasArts édite une autre adaptation, un jeu d'action-aventure intitulé Star Wars: The Clone Wars - L'Alliance Jedi sur Nintendo DS, développé par LucasArts Singapour. Le joueur choisit avant chaque mission un Jedi parmi une palette de personnages à sa disposition, qu'il peut diriger au stylet dans une vue à la troisième personne. Le jeu reçoit un accueil mitigé lors de sa sortie de la part de la presse spécialisée, les critiques soulevant la simplicité du gameplay et une durée de vie courte, mais notant l'aspect divertissant du jeu comme la qualité de sa réalisation,,,,.
En octobre 2009, LucasArts publie le jeu de plates-formes et d'action Star Wars: The Clone Wars - Les Héros de la République développé par Krome Studios, sauf le portage sur DS conçu par LucasArts Singapore. Le joueur peut incarner différents personnages comme des chevaliers Jedi, des soldats clones et dispose de soixante missions à remplir, face aux antagonistes principaux composés du chasseur de primes Cad Bane, du mercenaire Kul Teska, et le Sith comte Dooku et son apprenti Asajj Ventress. Le jeu intègre également un mode multijoueur permettant de rentrer dans le jeu ou de le quitter à tout moment. Le gameplay s'apparente parfois à un jeu de plates-formes, ou à un jeu de tir à la troisième personne dans certaines missions. Le jeu reçoit un accueil négatif lors de sa sortie, de la part de la presse spécialisée,,,,,.
En septembre 2010, Star Wars: Clone Wars Adventures est un jeu d'aventure par navigateur massivement multijoueur développé et édité par Sony Online Entertainement sur PC et Mac,. Le jeu est proposé gratuitement en téléchargement dans une version limitée, et seuls les joueurs ayant souscrits un abonnement bénéficient de la totalité des fonctionnalités. Le jeu permet de créer et personnaliser un avatar dans un monde virtuel, et participer à une variété de mini-jeux et d'activités sur le thème de la série télévisée The Clone Wars. Le jeu permet de visionner des vidéos mais aussi à l'éditeur de promouvoir la série télévisée. Le jeu bénéficie des mises à jour de contenu régulières. Le joueur peut par exemple gagner des crédits de la République pour acheter de nouvelles armes, des tenues, ou des vaisseaux. De nombreux objets comme des costumes peuvent seulement être achetés avec la monnaie virtuelle appelée Station Cash que le joueur doit acheter avec de l'argent réel. Clone Wars Adventures suit un modèle économique similaire à Free Realms du même éditeur. En mars 2012, le jeu totalise 10 millions de joueurs. Star Wars: Clone Wars Adventures reçoit un accueil très mitigé lors de sa sortie de la part de la presse spécialisée, voir assez négatif, les observateurs le comparant à un regroupement de mini-jeux décevant plutôt qu'un réel monde virtuel, dans lequel seulement quelques-uns d'entre-eux semblent présenter un réel intérêt,,. En 2011, le jeu obtient un GDC Online Award du meilleur son pour un jeu en ligne. Cependant, les serveurs de jeu sont arrêtés le 31 mars 2014 par Sony Online Entertainement, prétextant une nécessité de recentrer son activité dans d'autres domaines.

## Divers jeux, hors séries, hors adaptations cinématographiques

### Adaptations diverses
| 1993 | Star Wars Chess                            |
| 1994 |                                            |
| 1995 |                                            |
| 1996 |                                            |
| 1997 | Star Wars: Yoda Stories                    |
| 1997 | Monopoly Star Wars                         |
| 1997 | Star Wars: Masters of Teräs Käsi           |
| 1998 | Star Wars Millennium Falcon CD-ROM Playset |
| 1999 |                                            |
| 2000 | Star Wars: Demolition                      |
| 2001 |                                            |
| 2002 | Star Wars: Bounty Hunter                   |
| 2003 | Star Wars: Flight of the Falcon            |
| 2004 | Star Wars Trilogy: Apprentice of the Force |
| 2005 | Star Wars: Republic Commando               |
| 2006 | Star Wars: The Best of PC                  |
| 2006 | Star Wars: Lethal Alliance                 |
| 2007 |                                            |
| 2008 |                                            |
| 2009 |                                            |
| 2010 |                                            |
| 2011 |                                            |
| 2012 | Kinect Star Wars                           |
| 2013 |                                            |
| 2014 | Star Wars: Battle Pod                      |
| 2015 |                                            |
| 2016 |                                            |
| 2017 |                                            |
| 2018 |                                            |
| 2019 | Vader Immortal: A Star Wars VR Series      |

- Compilation

The Software Toolworks, notamment auteur de Chessmaster 2000, produit une adaptation de la franchise en jeu d'échecs proposant les personnages de Star Wars sur un échiquier, qui sort en 1993 sur PC (DOS, Windows 3.1) et Mega Drive Mega-CD sous le titre Star Wars Chess,. L'échiquier est présenté dans une perspective isométrique, mais peut être temporairement affiché en deux dimensions le temps de sélectionner un coup. Quand une pièce est prise, une séquence animée entre les différents personnages concernés est proposée. Les options et les fonctionnalités sont très simplifiées et basiques pour un jeu d'échecs sur ordinateur. Certaines règles diffèrent du jeu traditionnel, par exemple le joueur peut changer de couleur durant la partie. Le jeu reçoit un accueil très mitigé lors de sa sortie,,,,,.
En 1996, la franchise est adaptée sur la console portable R-Zone de Tiger Electronics, sous la forme de quatre jeux d'action très simplistes, sous les titres Star Wars: Imperial Assault, Star Wars: Jedi Adventure, Star Wars: Millennium Falcon Challenge, Star Wars: Rebel Forces,,.
En mars 1997, LucasArts publie Star Wars: Yoda Stories sur PC,. C'est le second jeu de la série Desktop Adventures, faisant suite au jeu Indiana Jones and His Desktop Adventures, utilisant le même gameplay. Le jeu est affiché en deux dimensions, avec défilement latéral, et dans une vue de dessus. Le jeu est présenté sous forme d'un logiciel, possédant des options, et une fenêtre affichant le jeu. Il intègre un générateur de niveau créés procéduralement en fonction des choix du joueur, concernant certains éléments à inclure. Ainsi, le joueur a accès à quinze missions sans intrigue globale. Les différents évènements se déroulent entre les films L'Empire contre attaque et Le Retour du Jedi, au moment où Luke Skywalker complète sa formation de Jedi auprès de Yoda. Le jeu propose également un système de points de Force, octroyés en fin de niveau en fonction du temps que le joueur a mis pour le terminer. Les personnages sont affichés sous forme de graphismes super deformed avec de grosses têtes donnant un aspect amusant et enfantin,. Le jeu obtient un accueil très partagé, avec de bonne notes, mais aussi des évaluations très basses,,,,. Le jeu est tardivement porté sur Game Boy Color en décembre 1999 par THQ. L'adaptation est très fidèle à la version PC, mais n'intègre pas de système de génération procédurale des niveaux. Cette version bénéficie d'un accueil très négatif lors de sa sortie, de la part de la presse spécialisée,,.
En octobre 1997, Artech studios développe une adaptation de la franchise Star Wars en jeu de société Monopoly sur ordinateur (Windows), éditée sous le titre Monopoly Star Wars par Hasbro Interactive,. Le jeu fait suite au succès de la commercialisation d'une adaptation de la franchise en jeu de société également en 1997,. Le joueur peut choisir son avatar parmi les personnages Dark Vador, Luke Skywalker, Princesse Leia, Han Solo, Chewbacca, Boba Fett, un stormtrooper, et R2-D2. Le jeu reprend fidèlement les règles du Monopoly, et le plateau de jeu est affiché en trois dimensions (il peut également être affiché en perspective isométrique). Certains éléments classiques du jeu comme certains noms de rues, les maisons et hôtels, ou les chartes chance ou de communauté, sont remplacés par des éléments de l'univers Star Wars. C-3PO, doublé par Anthony Daniels, qu'il incarne dans la trilogie originale puis dans la prélogie, agit en tant que narrateur, distillant des commentaires. Durant le jeu, sont diffusés des séquences vidéo, des animations et de la musique. Lors de sa sortie, le jeu reçoit un accueil mitigé de la part de la presse spécialisée,,,,. Le jeu obtient un Software Publishers Association Award du « meilleur usage d'arts visuels en multimédia » en 1998. Lors de l'E3 de 1997, une version PlayStation du jeu est annoncée, mais ne voit jamais le jour.
Star Wars: Masters of Teräs Käsi est jeu exclusif à la PlayStation édité en octobre 1997. C'est une adaptation de la franchise en jeu de combat permettant aux personnages de la série de se battre en duel. L'intrigue se déroule entre les deux premiers films de la première trilogie. Le jeu se  déroule dans une arène en trois dimensions, et les personnages possèdent des attaques au corps à corps et à distance. Le joueur peut gagner s'il sort son adversaire de l'aire de jeu, s'il l'assomme, ou s'il possède plus de vie en fin de combat. Le jeu est assez critiqué lors de sa sortie et obtient des notes moyennes de la part de la presse spécialisée,,.
En 1998, Hasbro Interactive publie le jeu de type  rail shooter et fiction interactive intitulé Star Wars Millennium Falcon CD-ROM Playset, développé par Artech studios sur PC. Il est vendu conjointement à un module de jeu en matière plastique à placer sur le clavier, reproduisant le cockpit du Faucon Millenium, et une figurine de Han Solo,. Le jeu est affiché grâce à des images pré-rendues,. Les jouets sont produits par Kenner. Rétrospectivement, la presse spécialisée soulève la médiocrité de ce titre,.
En novembre 2000, Star Wars: Demolition, un combat motorisé développé par Luxoflux, est édité par LucasArts sur PlayStation et Dreamcast. Jabba the Hutt est banni des courses de module par l'Empire galactique. Par conséquent, il crée cette compétition lucrative et plus meurtrière. Le jeu met en scène différents véhicules dans une arène, dans laquelle tous tentent de détruite les autres véhicules. Le joueur peut percuter les autres, mais dispose également d'armes. Le jeu obtient un accueil plutôt mitigé de la part de la presse spécialisée lors de sa sortie,,,,,.
En avril 2001, Lucas Learning développe son premier jeu, qui sort pour la première fois sur console, Star Wars: Super Bombad Racing, un jeu de course édité par LucasArts sur PlayStation 2. L'intrigue se déroule au moment de La Menace fantôme, les personnages de la franchise conduisant les véhicules sont affichés en super deformed et le gameplay s'apparente à celui de Super Mario Kart ou Diddy Kong Racing. Le jeu est moyennement perçu par les critiques lors de sa sortie,.
Star Wars: Bounty Hunter est un jeu d'action développé et édité par LucasArts sur PlayStation 2 et GameCube en novembre 2002. Le joueur incarne le chasseur de primes Jango Fett dans une vue à la troisième personne. Au cours des péripéties, le joueur apprend les dessous de l'histoire de ce personnage, son choix pour le clonage, la naissance de son fils Boba Fett, ou l'origine de son vaisseau. Il sert ainsi de préquelle au film L'Attaque des clones. Le jeu bénéficie d'un accueil mitigé lors de sa sortie, de la part de la presse spécialisée,,,,,.
Star Wars: Flight of the Falcon est un jeu de tir développé par Pocket Studio et édité par THQ sur Game Boy Advance en novembre 2003. Le jeu est affiché dans une perspective à la troisième personne. L'intrigue se déroule durant différents évènements marquants de la trilogie originale, et met en scène un pilote aux commandes du Faucon Millenium, d'un  X-wing, et de landspeeders, tentant de vaincre l'Empire galactique. Le jeu obtient un accueil négatif lors de sa sortie, de la part de la presse spécialisée,,,.
Star Wars Trilogy: Apprentice of the Force est un jeu d'action-plates-formes développé par Ubisoft Montréal et édité par Ubisoft sur Game Boy Advance en septembre 2004. Le jeu reprend le moteur de Prince of Persia : Les Sables du temps sur la même plate-forme et l'intrigue se déroule durant différents évènements marquants de la trilogie originale. Le jeu affiché en deux dimensions propose des phases de plates-formes, de shoot 'em up au pistolet ou au sabre laser et des phases de combat en vaisseau. Apprentice of the Force reçoit un accueil mitigé et partagé lors de sa sortie de la part de la presse spécialisée,,,.
En février 2005, LucasArts développe et édite Star Wars: Republic Commando sur Xbox, PC, un jeu de tir tactique affiché dans une vue à la première personne. L'intrigue se déroule au moment de la guerre des clones, débutant à la fin du second épisode de la prélogie, L'Attaque des clones et avant celle du film La Revanche des Sith,. Le joueur prend le commandement d'un commando de clones. Ce dernier se rend dans divers lieux de l’univers de Star Wars, notamment les planètes Kashyyyk, Géonosis ou un vaisseau spatial abandonné. Le jeu bénéficie globalement de bonnes critiques lors de sa sortie de la part de la presse spécialisée,,,. Le jeu est également porté sur téléphone mobile par THQ Wireless sous le titre Star Wars Republic: Commando - Order 66,. Une suite à Republic Commando est prévue avant même le début du processus de production de celui-ci. Intitulé Star Wars: Imperial Commando, ce jeu met en scène la trahison de soldats de la République. Cependant, ce projet est annulé en 2004 et ne dépasse pas le stade des concepts d'art.
Sortent aussi sur mobile en 2005 les jeux Star Wars: Battle for the Republic, Star Wars: Grievous Getaway, Star Wars Episode III: Revenge of the Sith, Star Wars: Lightsaber Combat, Star Wars: Trivia, Star Wars: Ask Yoda, Star Wars: Jedi Arena et Star Wars: Puzzle Blaster,,,,,,,.
En novembre 2006, LucasArts publie Star Wars: The Best of PC sur PC, une compilation regroupant divers jeux dont Star Wars Jedi Knight II: Jedi Outcast, Star Wars: Knights of the Old Republic, Battlefront, et Star Wars: Republic Commando, Star Wars: Empire at War,.
En décembre 2006, Star Wars: Lethal Alliance est développé par Ubisoft Montréal sur PlayStation Portable et Ubisoft Casablanca sur Nintendo DS, et édité par Ubisoft,. L'intrigue se déroule entre la prélogie et la trilogie originale. La Rébellion tente de s'organiser et de voler les plans de l'Étoile de la mort. Le joueur incarne Rianna, une esclave Twi'lek devenue mercenaire peu de temps après son évasion, qui rejoint la Rébellion en début de partie, et qui est accompagnée d'un petit droïde durant ses aventures. Ce jeu affiché dans une vue à la troisième personne, propose des phases de jeu d'action, de jeu de plates-formes et de tir. La version DS intègre des fonctionnalités relatives à l'usage de l'écran tactile. Lethal Alliance obtient un accueil mitigé lors de sa sortie de la part de la presse spécialisée,,,,,.
En avril 2012, Kinect Star Wars est développé par Terminal Reality et édité par LucasArts sur Xbox 360. C'est un jeu d'action qui tire parti des fonctionnalités du périphérique Kinect, qui détecte les mouvements effectués par le joueur. Le jeu propose plusieurs phases de jeux complètement différentes. Le joueur peut ainsi reproduire les danses de personnages de la franchise, combattre au sabre laser et avec la Force, conduire un module de course, ou incarner un monstre détruisant tout ce qui l'entoure. Le jeu bénéficie d'un accueil mitigé lors de sa sortie de la part de la presse spécialisée,,,.
En octobre 2014, un jeu d'arcade basé sur la franchise Star Wars, développé par Bandai Namco Games est commercialisé dans les salles sous le titre Star Wars: Battle Pod. Dans des séquences de simulation de combat spatial et de pilotage, le jeu propose un gameplay du type shoot 'em up, plus précisément rail shooter. Le jeu permet de revivre les grandes batailles des épisodes IV à VI de la saga Star Wars (Un nouvel espoir, L'Empire contre-attaque, Le Retour du Jedi) sur cinq niveaux différents. La borne d'arcade massive et immersive se présente sous la forme d'une cabine équipée d'un écran panoramique incurvé de très grande taille. Dès sa présentation, la presse accueille la borne très favorablement,,,.
En 2019, trois jeux vidéo épisodiques en réalité virtuelle sont développés par ILMxLAB et publiés dans une série intitulée Vader Immortal: A Star Wars VR Series, sur Oculus Rift et Oculus Quest.

### Jeux éducatifs et divers logiciels

#### Lucas Learning
| 1998 | Star Wars: Droid Works                        |
| 1999 | Star Wars Episode I : Le Nouveau Monde Gungan |
| 1999 | Star Wars : Les Défis de Yoda                 |
| 1999 | Star Wars : Droides mécanos                   |
| 2000 | Star Wars: Anakin's Speedway                  |
| 2000 | Star Wars : Planète Eveil                     |
| 2000 | Star Wars : Le Maître des maths               |
| 2000 | Star Wars: Jar Jar's Journey                  |
| 2001 | Star Wars: Super Bombad Racing                |

Lucas Learning est une filiale de LucasArts créée en mars 1996 dans le but de produire des logiciels ludo-éducatifs, destinés à un jeune public. Celle-ci produit plusieurs jeux qui reçoivent pour certains plusieurs distinctions,,.
En octobre 1998, Star Wars: Droid Works (en français Star Wars : Droïdes) est développé et édité par Lucas Learning sur PC et Mac à l'attention d'un public jeune. Il permet au joueur de construire des droïdes pour infiltrer l'usine Jawa contrôlée par Jabba le Hutt, afin de construire un droïde assassin pour lutter contre l'Empire. Le joueur doit donc construire des robots à l'aide de pièces détachées possédant chacune des capacités et particularités propres, en fonction des besoins, comme se déplacer, courir, sauter. Le jeu propose une interface avec une partie présentant une grille sur laquelle le robot et les objets sont affichés en trois dimensions, qui permet au joueur de réaliser ses assemblages. Le jeu est par la suite affiché dans une vue à la troisième personne dans un univers en trois dimensions. Le jeu est bien accueilli par la presse spécialisée lors de sa sortie,,,,,,. Il obtient de nombreuses distinctions dont un BAFTA Interactive Entertainment Awards en 1998 dans la catégorie relative aux enfants,.
En mai 1999, Star Wars Episode I : Le Nouveau Monde Gungan (en anglais Star Wars: Episode I - The Gungan Frontier) est développé et édité par Lucas Learning (Ubi Soft en Europe) sur PC et Mac, pour les plus jeunes joueurs. C'est la première adaptation du film La Menace Fantôme sur la plate-forme Apple. Il propose au joueur de coloniser une lune de Naboo en la rendant habitable pour la race Gungan, dans l'optique de construire une cité sous-marine, car leurs marais sont menacés de surpopulation. Par ce biais, le jeu permet de sensibiliser à l'écologie et au respect environnemental, et aux problèmes de surpopulation et au processus de chaine alimentaire, conséquences de ces changements. Le joueur doit donc trouver l'équilibre de cet écosystème en maitrisant la quantité et le type d'animaux et de plantes. Il effectue donc des choix de végétaux permettant de nourrir les animaux, ces derniers étant également laissés à son appréciation parmi les dizaines d'espèces disponibles, aidé par une encyclopédie détaillée. Ce monde évolue dans une vue affichée en trois dimensions depuis une vue de dessus. Le jeu intègre par exemple la gestion de paramètres tels que la faim, la reproduction, le type de sols et les ressources offertes, la durée moyenne de vie des animaux ou leur capacité à créer une progéniture. Le jeu est bien accueilli par la presse lors de sa sortie,,,,,. Il obtient plusieurs distinctions.
En août 1999, Star Wars : Les Défis de Yoda (en anglais Star Wars: Yoda's Challenge Activity Center) est édité par Lucas Learning sur PC et Mac. Le jeu propose six activités différentes sur quatre niveaux de difficulté, course, déchiffrement d'énigmes, programmation de C-3PO, exploration de grottes de Naboo, lutte contre des droïdes, et des jeux musicaux. Ces mini-jeux font appel à de nombreuses compétences comme l'esprit critique et la planification, la lecture et le vocabulaire, des opérations mathématiques ou la géométrie, la construction de formes, l'orientation dans l'espace, et la sensibilité musicale et le rythme. La course met en scène les personnages Padmé Amidala et Jar Jar Binks en alternance possédant leurs propres avantages et faiblesses, le joueur devant surmonter certaines difficultés durant le parcours. Dans le décryptage de l'ordinateur de la reine Amidala, le joueur complète une sorte de puzzle, représenté par des formes qu'il doit reconstituer grâce à de plus petites formes géométriques. Dans l'exploration des grottes Gungans, le joueur doit trouver son chemin parmi plusieurs possible à l'aide d'une boussole, dans le but de retrouver des reliques. La programmation de C-3PO fait appel à des compétences de lectures, obligeant le joueur à reconstituer des phrases grâce à une base de données de termes, chaque phrase permettant au joueur d'obtenir un récit complet. Un mini-jeu permet de venir à bout de droïdes, si le joueur parvient à reproduire un rythme musical, et un second jeu musical impose au joueur de reconstituer une mélodie avec que les thèmes de la franchise puisse être joués par un groupe. Le jeu est bien accueilli par la presse lors de sa sortie,,,,,. Il obtient plusieurs distinctions.
En septembre 1999, Star Wars : Droides mécanos (en anglais Star Wars: Pit Droids) est édité par Lucas Learning sur PC et Mac. Dans ce jeu vidéo de réflexion affiché dans une perspective isométrique dont le concept est vaguement inspiré de celui de Lemmings, le joueur contrôle des droïdes mécanos se déplaçant seuls, et les guide pour leur faire atteindre un endroit précis du niveau en évitant les pièges et en résolvant les énigmes. Ces droïdes se déplacent au départ dans un seul sens, puis le joueur utilise différent outils à sa disposition, comme des flèches de direction, pour leur faire emprunter un itinéraire précis. Chaque niveau réussi donne accès au suivant, et permet au joueur d'amener les droïdes du vaisseau de transport à la piste de course, en passant par neuf lieux situés sur Tatooine comme la décharge, le magasin de Watto, le désert, ou le marché labyrinthique de Mos Espa. Le jeu comporte trois cent énigmes et trois niveaux de difficulté, mais aussi un didacticiel et un éditeur permettant au joueur de créer ses propres défis, grâce à tous les éléments et dans tous les lieux disponibles dans le jeu. Le jeu est bien accueilli par la presse lors de sa sortie,,,,,,,,,,,,,. Lors de sa sortie, le jeu obtient de nombreuses distinctions, dont un CODiE award du meilleur produit dans la catégorie jeu arcade, action, aventure ou jeu de rôle en mars 2000 de la part de la Software and Information Industry Association, à égalité avec le jeu Half-Life,. En 2012, le jeu est publié sur iOS,.
En mars 2000 Star Wars: Anakin's Speedway est édité par Lucas Learning sur PC et Mac. Le jeu adapte la séquence de course de module du premier film de la prélogie La Menace fantôme. Le joueur construit un module, puis peut participer aux courses. Lors de sa sortie, le jeu obtient un accueil beaucoup moins bon que ses prédécesseurs,,.
En 2000, Star Wars : Planète Eveil (Star Wars: Early Learning Activity Center).
En 2000, Star Wars : Le Maître des maths (Star Wars Math: Jabba's Game Galaxy). Il obtient quelques distinctions.
Star Wars: Jar Jar's Journey,,,.
En avril 2001, Lucas Learning développe son premier jeu, qui sort pour la première fois sur console, Star Wars: Super Bombad Racing, un jeu de course édité par LucasArts sur PlayStation 2. L'intrigue se déroule au moment de La Menace fantôme, les personnages de la franchise conduisant les véhicules sont affichés en super deformed et le gameplay s'apparente à celui de Super Mario Kart ou Diddy Kong Racing. Le jeu est moyennement perçu par les critiques lors de sa sortie,.

#### Autres jeux éducatifs
En 2008, plusieurs jeux éducatifs destinés à un jeune public sont publiés sur consoles portables développées par LeapFrog. En 2008, Star Wars: Jedi Math et Star Wars: Jedi Reading sortent sur Leapster2,,. En 2008, un jeu éducatif intitulé Star Wars: The Clone Wars est publié sur la console portable Leapfrog Didj. Les jeux Leapster2 sont compatibles avec cette console,. En 2009, un nouveau jeu éducatif est publié sous le titre Star Wars: Jedi Trials.

#### Logiciels multimédia, ou autres
En 1994, un CD-ROM développé par Presage Software Development est publié sous le titre Star Wars Screen Entertainment, propose une série d'économiseurs d'écran sur la thématique du film Un Nouvel Espoir. S'il n'y a pas d'interaction de jeu, il est possible de paramétrer certains éléments. Il propose un texte défilant à la manière du générique des films de la saga, dont le texte peut être personnalisé, la bataille dans la tranchée personnalisable, ou des personnages du film qui marchent, des Jawas,.
Star Wars : Le mythe et sa Magie (Star Wars: Behind the Magic) publié en 1998 sur PC et Mac par LucasArts est un CD-ROM interactif, proposant des biographies des personnages de la saga, des informations détaillées sur l'édition spéciale des films, mais aussi sur l'épisode La Menace Fantôme. Le jeu intègre également un quiz sur la franchise,. Star Wars Episode I : La Magie révélée (Star Wars Episode I: Insider's Guide), édité par LucasArts en 1999 sur PC, est une encyclopédie numérique sur la saga abordant le premier film de la prélogie La Menace Fantôme et qui propose de nombreuses informations. Ce CD-ROM propose également de nombreux contenus, comme des vidéos, mais aussi un quiz,.
En 2012, le logiciel Star Wars Dice permettant de jouer les dés pour les jeux de plateau de la franchise est publié sur iOS et Android,.

### Jeux par navigateur
Depuis les années 2000, la franchise est également adaptée sous forme de jeu par navigateur à de très nombreuses occasions, accessibles sur Starwars.com ou Disney.com. Depuis le rachat de la franchise par Disney, ce dernier a par exemple édité les jeux Star Wars Rebels: Ghost Raid ou Star Wars Rebels: Rebel Strike en 2014.

### Jeux sur téléphone mobile

#### JeuxTHQ Wireless
| 2005 | Star Wars: Jedi Arena                      |
| 2005 | Star Wars Episode III: Revenge of the Sith |
| 2005 | Star Wars: Trivia                          |
| 2005 | Star Wars: Ask Yoda                        |
| 2005 | Star Wars: Puzzle Blaster                  |
| 2005 | Star Wars: Battle Above Coruscant          |
| 2005 | Star Wars: Lightsaber Combat               |
| 2005 | Star Wars Republic: Commando - Order 66    |
| 2005 | Star Wars: Battlefront Mobile              |
| 2005 | Star Wars: Grievous Getaway                |
| 2006 | Star Wars: Imperial Ace                    |
| 2006 | Lego Star Wars II : La Trilogie originale  |
| 2007 | Star Wars: The Empire Strikes Back         |
| 2008 | Star Wars: The Force Unleashed             |
| 2009 | Star Wars Battlefront: Mobile Squadrons    |
| 2009 | Star Wars: Trench Run                      |
| 2009 | Star Wars: Jedi Mind Tricks                |
| 2010 | Star Wars: Cantina                         |
| 2010 | Star Wars: Trench Run 2.0                  |
| 2010 | Star Wars: Battle for Hoth                 |
| 2010 | Star Wars Arcade: Falcon Gunner            |
| 2010 | Star Wars: Imperial Academy                |

- Mise à jour

De 2005 à 2010, THQ Wireless produit un grand nombre de jeux spécifiquement sur téléphone mobile supportant Java. L'accord est signé entre THQ et LucasArts en décembre 2004 et prévoit la production de nombreux jeux sur plusieurs années,.
En avril 2005, Star Wars: Jedi Arena est développé par Firebrand Games et publié par THQ Wireless. Dans ce jeu de combat au tour par tour, le joueur choisit, personnalise et forme un guerrier Jedi ou Sith, puis mène des combats en solo ou multijoueur avec ce personnage,,,. Début mai 2005, Star Wars Episode III: Revenge of the Sith adapte le troisième film de la prélogie, La Revanche des Sith. Il est conçu par Finite Monkeys et édité par THQ Wireless. C'est un jeu de plates-formes en 2,5D à défilement horizontal et de combats au sabre laser, mais aussi avec la Force. Il retrace l'intégralité de l'histoire du film,,,,. En mai 2005, le jeu Star Wars: Trivia développé par Alacre est publié par THQ Wireless. C'est un jeu de quiz portant sur les films de la saga sortis à ce moment-là (2005),,. Fin mai 2005, Star Wars: Ask Yoda, développé par Amplified Games, est publié par THQ Wireless. Ce jeu permet à un joueur de poser n'importe quelle question à Yoda, celui-ci répondant grâce à une base de données de réponses prédéfinies,,. En 2011, LucasArts publie un jeu interactif similaire sur son site Starwars.com intitulé Ask Vader, dans lequel il est possible de poser des questions au personnage Dark Vador. Fin mai également, Star Wars: Puzzle Blaster, développé par Ment, est publié par THQ Wireless. C'est un jeu de réflexion et d'adresse, un clone de Puzzle Bobble adapté à la franchise Star Wars. Le concept de ce jeu oblige le joueur à envoyer des billes sur le haut de l'écran et de les regrouper pour qu'elles disparaissent. Dans cette version, les billes sont des têtes de personnages de la franchise comme C-3PO ou Dark Vador et le joueur doit regrouper au moins trois de ceux-ci pour les faire disparaitre,,,. En juin 2005, Star Wars: Battle Above Coruscant, développé par Universomo, est un jeu de type shoot 'em up en vue de dessus, rejouant a bataille de Coruscant qui se déroule au début du troisième film de la prélogie intitulé La Revanche des Sith, dans lequel le joueur pilote un vaisseau dans la peau d'Anakin Skywalker,,,,. En juillet 2005, Star Wars: Lightsaber Combat, développé par Topgam, est un jeu de combat en deux dimensions, au sabre laser. Il propose des luttes uniquement contre Dark Maul sur huit niveaux composés deux manches, différenciés par des visuels spécifiques et un niveau de difficulté augmentant progressivement,. En août 2005, le jeu Star Wars: Republic Commando est porté sur téléphone mobile par Magellan Interactive et édité par THQ Wireless sous le titre Star Wars Republic: Commando - Order 66. C'est un jeu de tir tactique qui place le joueur à la tête d'un commando de trois clones de la République, qui doit exécuter l'ordre 66 et éliminer des droïdes puis les chevaliers Jedi dans cinq niveaux différents,. Début novembre 2005, une version mobile de Star Wars: Battlefront est conçue par Mikoishi et édité par THQ Wireless, sous le titre Star Wars: Battlefront Mobile. Le joueur choisit de rejoindre l'Empire ou la rébellion, et le jeu se déroule en multijoueur sur quinze planètes différentes. Ses actions influent sur des conflits globaux, lorsqu'ils sont mis en ligne. En novembre 2005, Star Wars: Grievous Getaway, développé par Magellan Interactive, adapte la séquence de poursuite de l'épisode III de la prélogie intitulé La Revanche des Sith, lorsque le Jedi Obi-Wan Kenobi poursuit le Général Grievous sur la planète Utapau. C'est un jeu de course poursuite en vue de dessus agrémenté d'éléments de beat them all,,,. Fin novembre 2005, le jeu Star Wars: Battle for the Republic, développé par Amplified Games, est publié par THQ Wireless. Ce jeu de stratégie au tour par tour se déroule dans l'espace, où le joueur doit détruire des unités ou positions ennemis ou protéger les siennes, en déplaçant des unités sur une carte en deux dimensions constituée d'une grille,,,,.
En 2006, Star Wars: Imperial Ace (parfois appelé Star Wars: Imperial Ace 3D) est un jeu développé par Fishlabs Entertainment et édité par THQ Wireless. C'est un jeu de combat spatial, affiché dans une vue à la troisième personne dans un univers en trois dimensions, propulsant le joueur aux commandes de différents chasseurs TIE de l'Empire, attaquant une base rebelle sur la planète Mygeeto,,. Lego Star Wars II : La Trilogie originale développé par Universomo et édité par THQ Whireless en septembre 2006. Il est adapté sous forme de jeu d'action-aventure mêlant combats au sabre laser ou au pistolet et énigmes, dans une vue de dessus. En novembre 2007, Star Wars: The Empire Strikes Back est développé par G5 Entertainment et édité par THQ Wireless. Ce jeu d'action permet de revivre le scénario du film homonyme dans une perspective isométrique. Il propose sept phases et genres de jeu différents, comme la conduite de véhicules ou des combats au sabre laser. Il intègre également des quick time event,,,. En 2008, LucasArts adapte Star Wars : Le Pouvoir de la Force sur téléphone mobile sous le titre Star Wars: The Force Unleashed. Il est développé Universomo et édité par THQ Wireless sur iOS et téléphone mobile. Ce jeu d'action en trois dimensions aborde des évènements se déroulant entre les épisodes III et IV de la saga cinématographique. Le joueur réalise des combats au sabre laser ou se sert de la Force sur un enchainement d'écrans fixes pour combattre ses ennemis ou passer des obstacles, grâce à des actions sur l'écran tactile,,,. La série Star Wars: Battlefront est portée une seconde fois sur mobile par THQ Wireless en avril 2009 sous le titre Star Wars Battlefront: Mobile Squadrons. Dans ce jeu multijoueur, le joueur contrôle une légion de stormtroopers à travers quinze niveaux différents abordant différents conflits de l'univers Star Wars tous films confondus,,. En novembre 2009, Star Wars: Trench Run, est développé par InfraRed5 et édité par THQ Wireless, replace le joueur dans la séquence finale de la bataille de Yavin à la fin du premier film de la saga. Le joueur incarne un pilote aux commandes d'un X-wing qui pénètre dans la tranchée pour lancer une bombe dans le puits et faire exploser l'Étoile de la mort. Le joueur incline son téléphone du côté où il désire pour faire déplacer son vaisseau,,,. Fin novembre 2009, Star Wars: Jedi Mind Tricks est développé par Universomo et édité par Disney Interactive Studios. C'est un jeu de puzzle qui reprend le mécanisme « match 3 », qui consiste à regrouper trois éléments identiques pour les faire disparaitre. Le jeu adapte des éléments de la totalité de la franchise. En juillet 2010, THQ Whireless publie une mise à jour intitulée Star Wars: Trench Run 2.0 (ou simplement Trench Run 2.0) permettant au téléphone de contrôler le vaisseau sur une version par navigateur du jeu sur le site Starwars.com, grâce à la connexion Wi-Fi et aux mouvements effectués par le joueur avec le téléphone. Cette mise à jour rajoute également quatre nouveaux vaisseaux comme le Faucon Millenium ou un chasseur TIE et de nouveaux niveaux pour utiliser ceux-ci,,. En avril 2010, Star Wars: Cantina est édité par THQ Wireless sur iOS. C'est un jeu de gestion de la taverne Cantina de Mos Eisley, dans la veine du jeu Diner Dash. Le joueur doit prendre les commandes et servir les clients avec les bons produits, au bon moment,,,,,. En juillet 2010, Star Wars: Battle for Hoth est développé par FluffyLogic et édité par THQ Wireless sur iOS et Windows Phone. C'est un jeu de tower defense dans lequel le joueur doit protéger des points stratégiques de la base Echo des rebelles située sur la planète Hoth. Quinze niveaux et deux modes de jeu permettent de revivre la bataille de Hoth. Le joueur peut utiliser des soldats et des véhicules comme des snowpessder, ou des tourelles de défense, face aux troupes de l'Empire, ses stormtroopers, et ses droïde ou véhicules comme des AT-AT,,,,,. En novembre 2010, Star Wars Arcade: Falcon Gunner est développé par Vertigore Games et édité par THQ Wireless. C'est un jeu de tir en réalité augmentée permettant au joueur de prendre place dans le poste de tir du Faucon Millenium dans une vue à la première personne et de répondre aux assauts des chasseurs TIE hostiles. Le téléphone affiche la vue réelle filmée en direct et les éléments du jeu sont rajoutés par-dessus, permettant au joueur vivre l'action du jeu dans les décors où il se trouve réellement,,,. En novembre 2011, le jeu profite d'une mise à jour rajoutant des fonctionnalités. En décembre 2010, Star Wars: Imperial Academy est développé par ngmoco et édité par THQ Wireless. Il s'agit d'un jeu de tir à la première personne axé sur le multijoueur permettant à quatre joueurs de s'affronter, dans la peau de stormtroopers. Ce gameplay est en réalité l'adaptation de celui d'un précédent jeu du développeur, Eliminate Pro,,,.

#### Crossoverssur mobile
| 2006 | Lego Star Wars II : La Trilogie originale |
| 2007 |                                           |
| 2008 |                                           |
| 2009 |                                           |
| 2010 |                                           |
| 2011 |                                           |
| 2012 | Angry Birds Star Wars                     |
| 2013 | Angry Birds Star Wars II                  |
| 2013 | Lego Star Wars : La Saga complète         |
| 2013 | Lego Star Wars: The Yoda Chronicles       |
| 2013 | Star Wars: Tiny Death Star                |
| 2014 | Lego Star Wars: The New Yoda Chronicles   |
| 2014 | Lego Star Wars: Microfighters             |
| 2015 |                                           |
| 2016 | Lego Star Wars: Force Builder             |
| 2016 | Lego Star Wars : Le Réveil de la Force    |

Les crossovers de la franchise Star Wars et Angry Birds sont également portés sur téléphone mobile,,,. En novembre 2012, puis septembre 2013 Rovio Entertainment développe un crossover de sa série Angry Birds avec Star Wars sur iOS, Android, Windows Phone, Kindle Fire, intitulé Angry Birds Star Wars, et Angry Birds Star Wars II sur Android, Windows Phone et iOS. Ce dernier peut utiliser la technologie de Hasbro appelée Telepods pour permettre à des figurines vendues séparément d'être activées dans le jeu,,,.
La franchise Lego Star Wars connait également plusieurs adaptations sur téléphone mobile, outre les jeux consoles ou PC déjà portés sur mobile, Lego Star Wars II : La Trilogie originale développé par Universomo et édité par THQ Whireless en septembre 2006, Lego Star Wars : La Saga complète édité par Warner Bros. Interactive Entertainment en décembre 2013,, Lego Star Wars : Le Réveil de la Force développé par TT Games et édité par Warner Bros. Interactive Entertainment en juin 2016 sur iOS et Android,. En mai 2013, The Lego Group lance le jeu free-to-play intitulé Lego Star Wars: The Yoda Chronicles sur iOS et Android, mais aussi sur navigateur,. C'est un mélange de jeu de stratégie et de jeu d'action, moyennement apprécié par la presse spécialisée,,. La franchise The Yoda Chronicles est également décliné en série télévisée d'animation, en figurines mais aussi en bande dessinée,. En 2014, Lego Star Wars: The New Yoda Chronicles (Lego Star Wars Yoda II) est publié gratuitement sur iOS et Android, suivant comme son prédécesseur une série télévisée éponyme. Il propose une série de mini-jeux,,,,. En janvier 2014, Lego Star Wars: Microfighters est développé par Funday Factory et édité par Warner Bros. Interactive Entertainment sur iOS. C'est un jeu de type shoot 'em up affiché dans une vue de dessus dans lequel le joueur peut piloter différents vaisseaux comme un X-wing, un chasseur TIE, ou le Faucon Millenium. Il comporte dix-huit niveaux abordant différents moments clefs de la saga cinématographique, commençant par la guerre des clones, puis propose au joueur de rejoindre le côté lumineux ou obscure de la Force, puis de revivre différentes batailles sur les planètes Géonosis, Endor, Yavin ou Hoth,,,,. En 2016, le jeu free-to-play intitulé Lego Star Wars: Force Builder publié sur iOS et Android, permet de construire des vaisseaux en Lego et de combattre dans l'espace.
En octobre 2013, Star Wars: Tiny Death Star est développé par NimbleBit et édité par Disney Mobile, sur iOS, Android, Windows Phone et PC (Windows),,,. Dans ce jeu de gestion qui adapte le concept du jeu Tiny Tower dans l'univers Star Wars, le joueur construit et administre chaque étage d'une immense structure, en l'occurrence l'Étoile de la Mort, dans le but d'attirer le plus de personnages possibles. Le joueur rejoint le côté obscur et doit par exemple veiller à contenir l'alliance rebelle,,,,,. Le 7 octobre 2014, Disney retire le jeu des plates-formes de téléchargement iOS et Android, sans prévenir NimbleBit, dans le but de recentrer son activité, pour Star Wars notamment sur un autre jeu, Star Wars: Commander. Le 8 octobre 2015, Disney annonce le retrait du jeu sur toutes les plates-formes, en même temps que de nombreux jeux de l'éditeur.

#### Autres jeux sur mobile
| 2013 | Star Wars: Knights of the Old Republic |
| 2013 | Star Wars: Force Collection            |
| 2014 | Star Wars: Assault Team                |
| 2014 | Star Wars Journeys: The Phantom Menace |
| 2014 | Star Wars: Commander                   |
| 2014 | Star Wars: Galactic Defense            |
| 2014 | Star Wars Journeys: Beginnings         |
| 2015 | Star Wars Rebels: Recon Missions       |
| 2015 | Star Wars: Heroes Path                 |
| 2015 | Star Wars : Insurrection               |
| 2015 | Star Wars : Les Héros de la galaxie    |
| 2016 | Star Wars: Force Arena                 |
| 2017 | Star Wars: Puzzle Droids               |
| 2017 | Star Wars: Jedi Challenges             |

Star Wars: Knights of the Old Republic est tardivement porté et édité sur iOS et Android par Aspyr, respectivement en mai 2013 et décembre 2014. Le jeu vidéo de rôle est adapté dur mobile également dans une vue à la troisième personne, et bénéficie d'une interface améliorée et des fonctionnalités tactiles,,,,. En septembre 2013, Star Wars: Force Collection est développé et édité par Konami sur iOS et Android. C'est un jeu de cartes à collectionner qui adapte la franchise en abordant ses six premiers épisodes cinématographiques, grâce à des cartes représentant chacune un personnage, un véhicule ou une technologie,,,,. Début mai 2014, Konami publie quelques cartes spéciales inédites pour célébrer le 4 mai. En avril 2015, Konami rajoute un mini-jeu de type run and gun dans la veine de Contra (appelé Contra Mini-Game), dans lequel le joueur incarne Chewbacca,. En décembre 2015, le jeu connait une mise à joueur rajoutant des personnages du film Les Derniers Jedi, comme Rey, Kylo Ren, BB-8. Fin avril 2017, Konami publie à nouveau un mini-jeu dans lequel il est alors possible de jouer Han Solo, dans l'optique du 4 mai qui suit. Le jeu est arrêté et devient inaccessible le 23 avril 2018.
En mars 2014, Star Wars: Assault Team est édité par Disney Mobile gratuitement sur iOS, Android, Windows Phone et PC (Windows). C'est un jeu de stratégie au tour par tour intégrant des éléments de jeu de cartes à collectionner. Le joueur sélectionne les personnages sur les quatre cartes à sa disposition, pour profiter des pouvoirs spécifiques de chacun d'entre eux en fonction de la situation, par exemple répondre à une attaque de sabre laser,,,,. Le 7 octobre 2014, Disney retire le jeu des plates-formes de téléchargement iOS et Android, dans le but de recentrer son activité, pour Star Wars notamment sur un autre jeu, Star Wars: Commander,,. Le 8 octobre 2015, Disney annonce le retrait du jeu sur toutes les plates-formes, en même temps que de nombreux jeux de l'éditeur. En mai 2014, Star Wars Journeys: The Phantom Menace est développé et édité par Disney Interactive Studios sur iOS, plutôt à l'attention des joueurs les plus jeunes. C'est une fiction interactive, agrémentées de visuels inédits, mais qui comporte également un mini-jeu de course de module. Le jeu aborde de manière simplifiée les évènements du premier film de la prélogie, et est à l'origine le premier jeu d'une série de fiction censée retracer tous les films de la saga jusqu'à l'épisode Le Reveil de la Force en 2015,,. En décembre 2014, Star Wars Journeys: Beginnings développé et édité par Disney Interactive Studios sur iOS, reprend le concept de fiction interactive de son prédécesseur et en l'occurrence une partie de son contenu. Il aborde cependant les trois films de la prélogie et propose également de nouveaux mini-jeux, comme des combats dans une arène,,,. En août 2014, Star Wars: Commander est édité gratuitement par Disney Interactive sur iOS, Android, Windows Phone, et PC (Windows). Il reprend globalement le concept de Clash of Clans dans l'univers Star Wars. L'intrigue se déroule après les évènements du premier film de la franchise Un Nouvel Espoir, sur Tatooine. Le joueur incarne un général mercenaire reconverti en leader militaire nommé Saponza, et peut choisir de rejoindre les rebelles ou l'Empire. Le jeu propose de construire une base, monter des unités de combat et améliorer ces créations puis défier des adversaires. Le jeu se joue en multijoueur mais propose également un mode solo avec une trame narrative,. Fin octobre 2014, le jeu bénéficie d'une mise à jour rajoutant une campagne temporaire intégrant des zombies à l'occasion de la fête Halloween. Début décembre, les personnages Dark Vador et Luke Skywalker sont rajoutés grâce à une mise à jour. En février 2015, une nouvelle mise à jour rajoute temporairement une campagne nommée Secret Alliances, qui conduit le joueur sur la planète Er'kit, ainsi que du contenu. En juillet 2015, Disney Interactive publie une extension intitulée Star Wars: Commander - Worlds in Conflict, rajoutant du contenu, qui permet notamment de s'installer sur de nouvelles planètes, dont Dandoran, Yavin 4, Er'kit et Hoth,,. En décembre 2015, une nouvelle mise à jour rajoutant du contenu relatif au premier film de la troisième trilogie, Le Reveil de la Force introduit de nouveaux éléments notamment la planète Takodana. Début mai 2016, le jeu bénéficie d'un nouveau mode multijoueur appelé Squad Wars. En juillet 2016, le jeu profite d'une mise à jour rajoutant du contenu relatif au film Rogue One: A Star Wars Story, ainsi que plusieurs éléments de gameplay inédits comme les Squad Perks. Fin août 2018, Zymba rachète les droits d'édition du jeu Star Wars: Commander et confie la gestion, le développement et la création de contenu au studio NaturalMotion racheté par Zynga en 2014. Fin mai 2017, Disney annonce le retrait du jeu sur les plates-formes Windows, PC et mobile. Le jeu est retiré le 31 mai des magasins en ligne et n'est plus jouable pour la totalité des joueurs sur Windows et Windows Phone un mois plus tard, le 30 juin 2017. Le 13 mars 2020, Zynga annonce l'arret immédiat des téléchargements et des achats, et la fermeture complète du jeu le 12 juin 2020 sur toutes les plates-formes. En octobre 2014, Star Wars: Galactic Defense, développé par DeNA, est édité par Disney Interactive Studios en free-to-play sur iOS et Android et Kindle Fire. C'est un jeu de  tower defense dont l'action se déroule sur les planètes Hoth et Tatooine. Le jeu intègre des personnages emblématiques de la saga comme Luke Skywalker, Obi-Wan Kenobi, ou le général Grievous et Dark Vador et permet au joueur rejoindre l'Empire ou la rébellion. Le joueur peut utiliser jusqu'à trois personnages en même temps, soit dans une campagne solo, ou en multijoueur dans lesquelles il engage le combat pour défendre des positions contre des vagues d'ennemis,,,,.
En mars 2015, Star Wars Rebels: Recon Missions est développé par Gigataur et édité par Disney Interactive Studios gratuitement sur iOS, Android, Windows Phone, et PC. Le jeu adapte la série télévisée d'animation Star Wars Rebels C'est un jeu d'action-aventure alliant phases de combats' et de plates-formes en deux dimensions, dans lequel le joueur incarne un soldat de l'Alliance rebelle,,. En août 2015, le jeu bénéficie d'une mise à jour rééquilibrant la difficulté et réduisant les temps de chargement, et qui rajoute un personnage,. Fin juin 2016, le jeu est retiré des magasins de la plate-forme iOS et n'est plus jouable à partir du 28 juillet qui suit. En juin 2015, Star Wars: Heroes Path est édité par Disney Interactive Studios sur iOS. C'est un jeu vidéo de réflexion affiché dans une perspective isométrique représentant un plateau de jeu sur lequel le joueur déplace de case en case les personnages emblématiques du film Un Nouvel Espoir, dont le jeu s'inspire. Celui-ci, se déroulant au tour par tour, oblige le joueur à se rendre à un certain endroit en un minimum de cases, ramasser un objet et éviter les ennemis, résoudre les énigmes et se défaire des pièges. Le jeu devient gratuit en octobre 2015. En septembre 2015, Star Wars : Insurrection (Star Wars: Uprising) est développé par Kabam et édité gratuitement par Disney Interactive Studios. C'est un jeu d'action-RPG sur iOS et Android, qui peut être joué en solo ou en multijoueur. L'intrigue se déroule entre les évènements des films Le Retour du Jedi et Le Reveil de la Force, et sert de préquelle à ce dernier. Le jeu est affiché dans une vue de dessus et permet au joueur de faire progresser ses personnages en répétant des combats. Le jeu intègre un aspect MMORPG dans la répétition quotidienne des combats pour faire évoluer les personnages,,. Les achats ne sont plus possibles à partir du 22 septembre 2016 et le jeu est définitivement inaccessible le 17 novembre suivant,. Fin novembre 2015, Star Wars : Les Héros de la galaxie (Star Wars: Galaxy of Heroes) est développé par EA Capital Games et édité par Electronic Arts en free-to-play sur iOS et Android. Il bénéficie d'un soft launch en Australie, en octobre 2015. C'est un jeu vidéo de rôle intégrant un système de jeu de cartes. Le joueur utilise des cartes de personnages de la saga, pour combattre en duel contre ses ennemis au tour par tour. De nouveaux personnages peuvent être obtenus au cours du jeu en récupérant des « éclats » de personnages afin de les déverrouiller,,,. Début février 2016, le jeu profite d'une mise à jour permettant d'obtenir le personnage Yoda. En avril 2016, une mise à jour rajoute de nouveaux éléments de gameplay appelés « Guilde » et « raid ». Une guilde permet de communiquer avec d'autres joueurs et peut compter jusqu'à cinquante joueurs en multijoueur et il existe trois sortes de raids, des missions,. En avril 2016, une mise à jour rajoute les combats spatiaux. En février 2017, le jeu reçoit une mise à jour globale, mais aussi un nouveau personnage, Dark Nihilus,. En août 2017, une mise à jour permet aux guildes de combattre sur les territoires dans trois types de missions différentes.
En novembre 2016, Star Wars: Force Arena est développé par Netmarble et édité par Lucasfilm sur iOS et Android. C'est un jeu de stratégie en temps réel proposant des combats PvP en un contre un ou deux contre deux, parfois décrit comme un MOBA ou un tower defense. Le jeu est affiché dans une vue de dessus et le joueur utilise un système de carte pour déployer ses forces parmi soixante-cinq personnages, choisissant le côté obscur ou lumineux de la Force, contre ses ennemis pour défendre une position. Les personnages sont issus des films, mais aussi de l'univers étendu de la saga,,,,. En février 2017, le jeu bénéficie d'une mise à jour importante, avec des ajustements dans le système de récompenses, une amélioration de l'interface et de nouvelles unités. En novembre 2017, une mise à jour rajoute des personnages liés au film Le Réveil de la Force, dont Rey et Kylo Ren, ainsi qu'un mode de jeu PvE. En janvier 2018, le jeu connait une mise à jour qui rajoute de nombreux personnages parmi les plus célèbres, comme Luke Skywalker ou Han Solo. En juillet 2018, une mise à jour rajoute plusieurs personnages liés à la série d'animation Star Wars: The Clone Wars. Le jeu est arrêté et n'est plus accessible depuis le 19 mars 2019.
En avril 2017, Star Wars: Puzzle Droids est développé par Genera Games et édité par Disney Interactive Studios sur Android, iOS, et Kindle Fire. C'est un jeu de puzzle qui reprend le mécanisme « match 3 » de Candy Crush Saga, qui consiste à regrouper trois éléments identiques pour les faire disparaitre. Le jeu adapte des éléments et les personnages du film Le Réveil de la Force,,,. En novembre 2017, Star Wars: Jedi Challenges est un jeu en réalité augmentée développé et édité en collaboration antre Disney et Lenovo sur Android et iOS. Star Wars: Jedi Challenges est le titre du jeu, mais est aussi le nom d'un kit d'accessoires comprenant un casque de réalité augmentée appelé Lenovo Mirage, un manche de sabre laser et une balise de détection de mouvement. Celui-ci ne fonctionne qu'avec le jeu éponyme. Le téléphone doit être inséré dans le casque, qui utilise un système de double caméras pour repérer la balise, la position du sabre, et les mouvements de la tête du joueur. Le joueur peut ainsi jouer dans son environnement réel, avec des hologrammes projetés, dans différents types de gameplay. Le jeu propose un jeu d'échecs, inspiré de celui qui peut être vu dans le film Un Nouvel Espoir. Il est possible de jouer à un jeu de stratégie en temps réel, affichant une carte miniature en trois dimensions représentant le théâtre d'affrontements, et qui permet de revivre les grandes batailles de la franchise cinématographique. Le joueur utilise le sabre laser en tant que commande pour interagir avec le jeu, dans ces deux gameplay. Il est possible de se battre en duel au sabre laser contre des personnages de la franchise notamment Kylo Ren, en utilisant le manche comme une épée et en réalisant des mouvements comme dans un vrai combat,,,. En décembre 2017, une mise à jour rajoute du contenu relatif au film Le dernier Jedi,.

### Jeux sur télévisionplug and play
Depuis 2005, Jakks Pacific a publié plusieurs jeux TV, sous forme de manettes plug and play adaptés de la franchise Star Wars. Star Wars: Revenge of the Sith et son extension GameKey sortent en 2005 et 2006,,,. En 2005, sort Star Wars: Lightsaber Battle Game, en 2007 Star Wars: Original Trilogy, et Star Wars: Republic Squadron en 2009. Ce dernier propose une manette équipée de détecteurs de mouvement qui permet au joueur de diriger le vaisseau en bougeant la manette. En 2013, Jakks Pacific produit un jeu de tir au pistolet optique intitulé Star Wars: Clone Trooper.

### Star Wars Pinball
| 2013 | Star Wars Pinball Star Wars Episode V: The Empire Strikes Back Star Wars Pinball: The Clone Wars Star Wars Pinball: Boba Fett                                   |
| 2013 | Star Wars Pinball: Balance of the Force Star Wars Episode VI: Return of the Jedi Star Wars Pinball: Starfighter Assault Star Wars Pinball: Darth Vader          |
| 2014 | Star Wars Pinball: Heroes Within Star Wars Pinball: Han Solo Star Wars Pinball: Masters of the Force Star Wars Pinball: Droids Star Wars Episode IV: A New Hope |
| 2015 | Star Wars Pinball: Star Wars Rebels |
| 2016 | Star Wars Pinball: The Force Awakens Star Wars Pinball: Resistance Star Wars Pinball: Might of the First Order                                                  |
| 2017 | Star Wars Pinball: Rogue One |
| 2018 | Star Wars Pinball: The Last Jedi Star Wars Pinball: Ahch-To Island Star Wars Pinball: The Last Jedi - Survive                                                   |
| 2018 | Star Wars Pinball: Solo Pack Star Wars Pinball: Solo Star Wars Pinball: Calrissian Chronicles Star Wars Pinball: Battle of Mimban                               |

La franchise Star Wars est adaptée en jeu vidéo de flipper sous le titre Star Wars Pinball, jouable via les jeux et Zen Pinball 1 et 2 et Pinball FX 2 et 3,. Plusieurs dizaines de tables adaptées de l'univers de la franchise sont disponibles.
En février 2013, trois tables sont éditées en téléchargement sous le titre Star Wars Pinball sur les différentes plates-formes de distribution numérique pour Zen Pinball et Zen Pinball 2 et Pinball FX 2,. Star Wars Episode V: The Empire Strikes Back adapte le second film de la trilogie originale intitulé Star Wars, épisode V : L'Empire contre-attaque et Star Wars Pinball: The Clone Wars la série télévisée d'animation Star Wars: The Clone Wars. La dernière table intitulée Star Wars Pinball: Boba Fett, est une table sur le thème du personnage éponyme à la difficulté élevée,. Le pack intitulé Star Wars Pinball est compatible avec Zen Pinball sur iOS et Android, Zen Pinball 2 sur Mac, PlayStation 3, PlayStation Portable, et Pinball FX 2 sur PC et Xbox 360,. En septembre 2013, le jeu est porté sur Nintendo 3DS. Ce pack est bien accueilli par la presse spécialisée lors de sa sortie,,,.
En octobre 2013, Zen studios publie un second pack de trois tables intitulé Star Wars Pinball: Balance of the Force,,. Star Wars Episode VI: Return of the Jedi adapte et met en scène différents éléments du film Star Wars, épisode VI : Le Retour du Jedi, notamment situés à la fin de l'intrigue, par exemple Endor. Star Wars: Starfighter Assault permet au joueur de choisir le côté lumineux ou obscur de la Force, le jeu étant sensiblement différent en fonction du choix. Star Wars Pinball: Darth Vader s'inspire du personnage en question lors de sa transformation dans l'épisode III de la saga. Le jeu est disponible en téléchargement sur toutes les plates-formes précitées ainsi que sur Kindle Fire. Le jeu est également publié sur Wii U en mars 2014. Le jeu obtient également de très bonnes critiques de la part de la presse spécialisée,,.
Star Wars Pinball: Heroes Within est un pack de quatre nouvelles tables édité en avril 2014,. Star Wars Pinball: Han Solo adapte certains éléments relatifs aux personnages, comme le bar de Mos Eisley, ou le Faucon Millenium. Star Wars Pinball: Masters of the Force est un mélange d'éléments du bien et du mal, le côté obscur et lumineux de la Force. Star Wars Pinball: Droids adapte le thème des droïdes, en l'occurrence C-3PO et R2-D2,. La dernière table intitulée Star Wars Episode IV: A New Hope s'inspire du film Star Wars, épisode IV : Un nouvel espoir. En plus des plates-formes déjà compatibles, le jeu est disponible sur PlayStation 4. Heroes Within est également bien reçu par la presse spécialisée lors de sa sortie,,.
En avril 2015, Star Wars Pinball: Star Wars Rebels rajoute une nouvelle table adaptée de la série télévisée d'animation Star Wars Rebels, sur Xbox One, Xbox 360, PlayStation 4, PlayStation 3, PlayStation Vita, PC, Mac, iOS, Android, et Kindle Fire. L'intrigue se déroule entre la prélogie et le début de la trilogie originale et propose sept missions différentes. Ce pack est apprécié par la presse lors de sa sortie,.
En janvier 2016, Star Wars Pinball: The Force Awakens rajoute deux nouvelles tables adaptées du film Star Wars, épisode VII : Le Réveil de la Force, sur PlayStation 3, PlayStation Vita, Xbox One, Xbox 360, Mac, PC, iOS, et Android,. La table intitulée Star Wars Pinball: Resistance met en scène la rébellion et certains éléments du film dont le pack est adapté, comme les personnages Finn, Poe Dameron, Rey,. Star Wars Pinball: Might of the First Order est une table à deux niveaux dans lequel le joueur étend le contrôle du Premier Ordre,. Le jeu est bien accueilli lors de sa sortie.
Le pack Star Wars Pinball: Rogue One rajoutant une table adaptée du film Rogue One: A Star Wars Story est publié en janvier 2017 sur PlayStation 4, PlayStation 3, PlayStation Vita, Xbox One, Xbox 360, Mac, PC, iOS, et Android. Le plateau propose dix modes de jeu différents, mettant en scène des éléments film dont il est adapté, notamment différents véhicules et le personnage Orson Krennic. Le jeu reste bien accueilli lors de sa sortie,.
En avril 2018, le pack Star Wars Pinball: The Last Jedi rajoute deux nouvelles tables adaptées du film Star Wars, épisode VIII : Les Derniers Jedi. Star Wars Pinball: Ahch-To Island plusieurs éléments du film notamment la planète Ahch-To, l'île et le personnage Rey dans son apprentissage auprès de Luke Skywalker. Star Wars Pinball: The Last Jedi - Survive adapte plus globalement le film dans son ensemble. L'accueil de ce pack reste bon.
En septembre 2018, le Star Wars Pinball: Solo Pack adapté du film Solo: A Star Wars Story est publié pour Pinball FX 3 sur PC, PlayStation 4 et Xbox One, ainsi que sur iOS et Android. La table Star Wars Pinball: Solo couvre globalement le film notamment certains évènements importants. Star Wars Pinball: Calrissian Chronicles est centré sur le personne en question, Lando Calrissian. Star Wars Pinball: Battle of Mimban relate plusieurs histoires relatives aux rencontres de Han Solo avec Chewbacca et Tobias Beckett. Le pack est bien accueilli par la presse lors de sa sortie. En juillet 2019, Star Wars Pinball est annoncé sur Nintendo Switch en septembre 2019, incluant dix-neuf tables précédemment éditées.

## Crossoveret apparitions

### Adaptations diverses ou jeux à thèmeStar Wars
En octobre 1997, Artech studios développe une adaptation de la franchise Star Wars en jeu de société Monopoly sur ordinateur (Windows), éditée sous le titre Monopoly Star Wars par Hasbro Interactive,. Le jeu fait suite au succès de la commercialisation d'une adaptation de la franchise en jeu de société également en 1997,. Le joueur peut choisir son avatar parmi les personnages Dark Vador, Luke Skywalker, Princesse Leia, Han Solo, Chewbacca, Boba Fett, un stormtrooper, et R2-D2. Le jeu reprend fidèlement les règles du Monopoly, et le plateau de jeu est affiché en trois dimensions (il peut également être affiché en perspective isométrique). Certains éléments classiques du jeu comme certains noms de rues, les maisons et hôtels, ou les chartes chance ou de communauté, sont remplacés par des éléments de l'univers Star Wars. C-3PO, doublé par Anthony Daniels, qu'il incarne dans la trilogie originale puis dans la prélogie, agit en tant que narrateur, distillant des commentaires. Durant le jeu, sont diffusés des séquences vidéo, des animations et de la musique. Lors de sa sortie, le jeu reçoit un accueil mitigé de la part de la presse spécialisée,,,,. Le jeu obtient un Software Publishers Association Award du « meilleur usage d'arts visuels en multimédia » en 1998. Lors de l'E3 de 1997, une version PlayStation du jeu est annoncée, mais ne voit jamais le jour.
En avril 2015, Konami rajoute un mini-jeu de type run and gun dans la veine de Contra (appelé Contra Mini-Game), dans le jeu de cartes à collectionner Star Wars: Force Collection sorti sur iOS et Android et qui adapte la franchise Star Wars. Dans ce mini-jeu, le joueur incarne Chewbacca,. Fin avril 2017, Konami publie à nouveau un mini-jeu dans lequel il est alors possible de jouer Han Solo, dans l'optique du 4 mai qui suit.
En octobre 2013, Star Wars: Tiny Death Star est développé par NimbleBit et édité par Disney Mobile, sur iOS, Android, Windows Phone et PC (Windows),,,. Dans ce jeu de gestion qui adapte le concept du jeu Tiny Tower dans l'univers Star Wars, le joueur construit et administre chaque étage d'une immense structure, en l'occurrence l'Étoile de la Mort, dans le but d'attirer le plus de personnage possible dedans. Le joueur rejoint le côté obscur et doit par exemple veiller à contenir l'alliance rebelle,,,,,. Le 7 octobre 2014, Disney retire le jeu des plates-formes de téléchargement iOS et Android, sans prévenir NimbleBit, dans le but de recentrer son activité, pour Star Wars notamment sur un autre jeu, Star Wars: Commander. Le 8 octobre 2015, Disney annonce le retrait du jeu sur toutes les plates-formes, en même temps que de nombreux jeu de l'éditeur.

### Lego Star Wars
| 2005 | Lego Star Wars, le jeu vidéo              |
| 2006 | Lego Star Wars II : La Trilogie originale |
| 2007 | Lego Star Wars : La Saga complète         |
| 2008 |                                           |
| 2009 |                                           |
| 2010 |                                           |
| 2011 | Lego Star Wars III: The Clone Wars        |
| 2012 |                                           |
| 2013 |                                           |
| 2014 |                                           |
| 2015 |                                           |
| 2016 | Lego Star Wars : Le Réveil de la Force    |
| 2017 |                                           |
| 2018 |                                           |
| 2019 |                                           |
| 2020 |                                           |
| 2021 |                                           |
| 2022 | Lego Star Wars : La Saga Skywalker        |

- Compilation

La série Lego Star Wars adapte en jeu vidéo les jouets de la marque Lego sortis à l'effigie de la franchise Star Wars. Celle-ci est destinée à un public plus jeune,. Le premier jeu en 2005, Lego Star Wars, le jeu vidéo, aborde l'ordre chronologique de la série, en traitant de la prélogie, puis de la trilogie originale dans un second jeu en 2006 intitulé Lego Star Wars II : La Trilogie originale,. Une compilation de ces deux jeux suit en 2007. En 2011, Lego Star Wars III: The Clone Wars permet d'incarner les personnages en version Lego de la série d'animation Star Wars: The Clone Wars. Lego Star Wars : Le Réveil de la Force adapte ceux du premier film de la troisième trilogie, Star Wars, épisode VII : Le Réveil de la Force. Lego Star Wars : La Saga Skywalker, sorti en 2022, adapte les neuf films de la saga cinématographique en version Lego.
Lego Star Wars, le jeu vidéo est développé par Traveller's Tales sur PC (Windows), PlayStation 2, Xbox, GameCube, et par Griptonite Games sur Game Boy Advance. Il est développé par i5works et édité par Aspyr sur Mac. Le jeu est édité par LucasArts et Giant Interactive Entertainment, et distribué par Eidos Interactive en mars 2005. C'est une adaptation de la prélogie, abordant les trois films, La Menace fantôme, La Guerre des clones et La Revanche des Sith. Un niveau bonus aborde quant à lui le premier film de la trilogie originale, Un Nouvel Espoir. Le jeu ne comporte cependant pas d'intrigue globale, mais propose une succession de missions adaptées des moments clefs des films. Ce jeu d'action-aventure est affiché dans une vue à la troisième personne et se déroule dans un univers en trois dimensions, conçu de briques ou à l'image de ces jouets. Il propose des combats au pistolet ou au sabre laser, ainsi qu'une course de module. La version Game Boy Advance est affichée dans une perspective isométrique et comporte beaucoup moins de personnages disponibles. Le gameplay diffère sur de nombreux détails, bien qu'il soit lui aussi centré sur des combats au sabre laser. Toutes les versions du jeu reçoivent globalement de bonnes critiques de la part de la presse spécialisée lors de leur sortie,,,,,,,,. C'est aussi un succès commercial avec 6,7 millions de copies écoulées en 2009.
En septembre 2006, Lego Star Wars II : La Trilogie originale est développé par Traveller's Tales sur PlayStation 2, Xbox, Xbox 360, PC, PlayStation Portable, GameCube,,,. Il est développé par Amaze Entertainment sur Game Boy Advance et Nintendo DS,, et par Robosoft Technologies sur Mac où il est édité par Feral Interactive,. Toutes les versions du jeu sont par ailleurs éditées par LucasArts et TT Games Publishing,. Le jeu est également porté sur téléphone mobile par Universomo et édité par THQ Whireless. Cette suite aborde les trois films de la trilogie originale, Un Nouvel Espoir, L'Empire contre-attaque, Le Retour du Jedi. Le jeu est affiché dans une vue à la troisième personne et se déroule dans un univers en trois dimensions, conçu de briques ou à l'image de ces jouets. Le jeu reprend le gameplay de son prédécesseur, s'appuyant sur des combats au pistolet ou au sabre laser et propose d'incarner une quarantaine de personnages différents. Le jeu permet cependant à un joueur de rentrer à n'importe quel moment en jeu et de jouer en multijoueur en mode coopératif. Comme son prédécesseur, la version Game Boy Advance est affichée dans une perspective isométrique. C'est un succès commercial avec plus de huit millions de copies écoulées en 2009. Le jeu est globalement bien accueilli par la presse spécialisée lors de sa sortie,,,,,,. Il obtient en 2006 un Spike Video Game Award de la meilleure adaptation d'un film ou d'une série télévisée, un BAFTA Games Award pour le meilleur gameplay, et un titre du meilleur jeu de l'année de la part de la presse spécialisée.
En novembre 2007, Lego Star Wars : La Saga complète est développé par Traveller's Tales sur PlayStation 3, Xbox 360, Wii, Nintendo DS. La version PC est publiée en octobre 2009,. Il est développé par Robosoft Technologies et édité par Feral Interactive sur Mac en novembre 2010,,. Le jeu est édité par Warner Bros. Interactive Entertainment sur iOS en décembre 2013,, et sur Android en janvier 2015 (Traveller's Tales est racheté fin 2007 par WBIE),. Les versions DS et iOS sont développées par TT Fusion,. C'est une compilation de Lego Star Wars, le jeu vidéo et Lego Star Wars II : La Trilogie originale. Le jeu reprend globalement le gameplay de ses prédécesseurs qui consiste en des combats au pistolet ou au sabre laser, ainsi que la conduite et le combat aux commandes de véhicules. Ce n'est cependant pas un simple portage et addition des deux jeux, mais cette version profite de nombreuses améliorations de gameplay et de nouveautés. Les niveaux du premier jeu bénéficient des améliorations et nouveautés du second et celui-ci tire parti des capacités techniques de chaque plate-forme, comme la télécommande Wii ou l'écran tactile. Le jeu obtient de bonnes critiques lors de sa sortie de la part de la presse spécialisée,,,,,. Il totalise 3,4 millions de copies écoulées en mai 2009. En janvier 2010, le jeu est réédité dans une compilation aux côtés de Lego Indiana Jones : La Trilogie originale sur PlayStation 3, Xbox 360, Wii, Nintendo DS.
En mars 2011, Lego Star Wars III: The Clone Wars est développé par Traveller's Tales et édité par LucasArts sur PC, PlayStation 3, Xbox 360, Wii, PlayStation Portable, Nintendo DS et Nintendo 3DS (développé par TT Fusion sur ces trois dernières plates-formes, et édité par Warner Bros. Interactive Entertainment sur les deux dernières,). Il est édité par Feral Interactive sur Mac. Ce jeu d'action-aventure reprend le même gameplay que ses prédécesseurs qui consiste en des combats au pistolet ou au sabre laser, ainsi que la conduite et le combat aux commandes de véhicules. Le jeu adapte la totalité de l'arc narratif de la série télévisée d'animation Star Wars: The Clone Wars. Il intègre quelques moments clefs issus des films de la saga, notamment la bataille de Géonosis. Le jeu reçoit un accueil plutôt mitigé lors de sa sortie de la part de la presse spécialisée,,,,,.
En juin 2016, Lego Star Wars : Le Réveil de la Force est développé par TT Games et édité par Warner Bros. Interactive Entertainment sur Xbox 360, Xbox One, PlayStation 3, PlayStation 4, PlayStation Vita, Wii U, Nintendo 3DS, PC, Mac, iOS et Android,,. Il est édité par Feral Interactive sur Mac. Ce jeu d'action-aventure reprend le même gameplay que ses prédécesseurs qui consiste en des combats au pistolet ou au sabre laser, ainsi que la conduite et le combat aux commandes de véhicules. Il adapte le film Le Réveil de la Force, tout en intégrant également certains éléments inédits faisant le lien entre Le Retour du Jedi et ce film,,. Le jeu obtient de bonnes critiques de la part de la presse spécialisée lors de sa sortie sur toutes les plates-formes,,,,. Le jeu dispose de plusieurs contenus téléchargeables rajoutant des histoires inédites, appelés Survie de Poe, Le siège de Takodana du Premier Ordre et L'évasion de Starkiller, mais aussi des pack de personnages. Les consoles Sony profitent de deux contenus téléchargeables exclusifs appelés Droid Character Pack et Phantom Limb Level Pack rajoutant des personnages et un niveau supplémentaire.
Lego Star Wars : La Saga Skywalker est un jeu d'action-aventure développé par Traveller's Tales et édité par Warner Bros. Interactive Entertainment, sorti en 2022 sur Xbox One, PlayStation 4, Nintendo Switch et PC. Le jeu aborde les neuf films de la franchise Star Wars issus des trois trilogies,.
| mobile, navigateur |                                         |
| 2009               | Lego Star Wars: The Quest for R2-D2     |
| 2010               |                                         |
| 2011               | Lego Star Wars: Ace Assault             |
| 2012               | Lego Star Wars: Ace Assault 2           |
| 2012               | Lego Star Wars: Battle Orders           |
| 2013               | Lego Star Wars: The Yoda Chronicles     |
| 2014               | Lego Star Wars: The New Yoda Chronicles |
| 2014               | Lego Star Wars: Microfighters           |
| 2015               |                                         |
| 2016               | Lego Star Wars: Force Builder           |

La franchise Lego Star Wars connait également plusieurs adaptations en jeu par navigateur ou exclusivement sur téléphone mobile, outre les jeux consoles ou PC déjà portés sur mobile, Lego Star Wars II : La Trilogie originale, Lego Star Wars : La Saga complète, Lego Star Wars : Le Réveil de la Force. En octobre 2009, LucasArts adapte un jeu du court métrage de comédie intitulé Lego Star Wars: The Quest for R2-D2 datant de 2009, en jeu par navigateur free-to-play. C'est un jeu d'action-aventure affiché dans une vue à la troisième personne centré sur des combats au sabre laser développé par Three Melons sur le moteur Unity,,,. En 2011, paraît Lego Star Wars: Ace Assault développé par 4T2 Multimedia, puis sa suite Lego Star Wars: Ace Assault 2 en 2012,. Sur un écran fixe, un à deux joueurs dirigent un vaisseau en le faisant tournoyer et combattent en duel dans un jeu de type shoot 'em up,. En 2012, le jeu de stratégie en temps réel par navigateur Lego Star Wars: Battle Orders est publié et permet de déplacer des vaisseaux stylisés en Lego sur une petite carte et de conquérir les planètes des adversaires.
En mai 2013, The Lego Group lance le jeu free-to-play intitulé Lego Star Wars: The Yoda Chronicles sur iOS et Android, mais aussi sur navigateur,. C'est un mélange de jeu de stratégie et de jeu d'action, moyennement apprécié par la presse spécialisée,,. La franchise The Yoda Chronicles est également décliné en série télévisée d'animation, en figurines mais aussi en bande dessinée,. En 2014, Lego Star Wars: The New Yoda Chronicles (Lego Star Wars Yoda II) est publié gratuitement sur iOS et Android, suivant comme son prédécesseur une série télévisée éponyme. Il propose une série de mini-jeux,,,,. En janvier 2014, Lego Star Wars: Microfighters est développé par Funday Factory et édité par Warner Bros. Interactive Entertainment sur iOS. C'est un jeu de type shoot 'em up affiché dans une vue de dessus dans lequel le joueur peut piloter différents vaisseaux comme un X-wing, un chasseur TIE, ou le Faucon Millenium. Il comporte dix-huit niveaux abordant différents moments clefs de la saga cinématographique, commençant par la guerre des clones, puis propose au joueur de rejoindre le côté lumineux ou obscure de la Force, puis de revivre différentes batailles sur les planètes Géonosis, Endor, Yavin ou Hoth,,,,. En avril 2016, le jeu free-to-play intitulé Lego Star Wars: Force Builder publié sur iOS et Android, permet de construire des vaisseaux en Lego et de combattre dans l'espace,.

### Angry Birds Star Wars
| 2012 | Angry Birds Star Wars    |
| 2013 | Angry Birds Star Wars II |

En novembre 2012, Rovio Entertainment développe un crossover de sa série Angry Birds avec Star Wars sur les plates-formes mobiles iOS, Android, Windows Phone, Kindle Fire, intitulé Angry Birds Star Wars,. Il est rapidement porté sur PC et Mac, puis sur Facebook mi-décembre 2012. Le jeu adapte la trilogie originale et propose deux types de gameplay. Sur Tatooine, le joueur doit viser juste pour détruire les constructions de cochons verts ayant basculés du côté obscur de la Force, dans un gameplay de type jeu vidéo d'artillerie. L'autre partie du jeu se déroule dans l'espace et fait en plus appel à l'influence de la gravité, un concept déjà éprouvé dans le jeu Angry Birds Space sorti en 2012. Fin novembre 2012, une mise à jour permet de jouer sur la planète Hoth avec en toile de fond les évènements du film L'Empire contre-attaque. Fin janvier 2013, un second contenu téléchargeable gratuitement rajoute des niveaux inspirés du passage de ce même film au moment des évènements se déroulant dans le champ d'astéroïdes. Le jeu est par la suite porté l'année suivant en janvier 2013 sur BlackBerry, en octobre 2013 sur de nombreuses plates-formes, notamment Xbox 360, PlayStation 3, Wii U, Wii, PlayStation Vita, et Nintendo 3DS. Les versions PlayStation 3 et Xbox One sont publiées en tant que titres de lancements à partir de la mi-novembre 2013 lors de la sortie de ces consoles. Les versions mobiles sont bien accueillies part la presse spécialisée lors de leur sortie,,,,. Les versions consoles obtiennent cependant un accueil plus mitigé,,,,.
En septembre 2013, Angry Birds Star Wars II, développé par Rovio Entertainment sur Android, Windows Phone et iOS, reprend le concept du jeu d'artillerie consistant à détruire des édifices adverses en lançant des oiseaux, plongé dans l'univers de Star Wars, l'intrigue abordant notamment les trois films de la prélogie. La particularité de ce titre réside dans son aspect jouet vidéo optionnel, qui offre la possibilité à des figurines d'être connectées au jeu via un socle appelé « Telepods », et d'animer les personnages correspondant à l'écran. Un petit personnage à l'effigie du jeu peut être placé sur le Telepods et approché de l'écran ; celui-ci est alors détecté dans le jeu et peut être utilisé. La détection s'effectue grâce à un système de loupe placé sur le socle, permettant à la caméra de lire un petit QR code placé sur chacune des trente-deux figurines disponibles dans la gamme, lorsque le joueur en approche une du téléphone ou de la tablette. Ces jouets sont conçus en partenariat avec le fabricant de jouets Hasbro, et sont proposés à l'achat séparément,,,. Le jeu reprend le gameplay de son prédécesseur, mais permet aussi d'incarner les cochons, du côté sombre de la Force,. Le jeu est par la suite porté sur PC. Il est bien accueilli par la presse spécialisée lors de sa sortie, bien que la présence d'achats fréquents soit remarquée, même s'ils restent optionnels,,,,.

### Disney Infinity
| 2015 | Disney Infinity 3.0 |

En août 2015, Disney Interactive Studios publie une suite dans sa série Disney Infinity, centrée sur la franchise Star Wars. Intitulé Disney Infinity 3.0, ce jouet vidéo de type jeu d'action-aventure est développé par Avalanche Software, en collaboration avec d'autres entreprises telles que Studio Gobo et Ninja Theory, sur PC, PlayStation 3, PlayStation 4, Wii U, Xbox 360, Xbox One. Le jeu fonctionne avec des figurines connectées, qui peuvent être achetées dans le pack de base avec le jeu, ou séparément si le joueur obtient la version numérique du jeu, sinon avec les figurines des précédents jeux, celles-ci étant compatibles,. Cependant, toutes les figurines ne sont compatibles qu'avec leur « pack Aventure » respectif. Cependant, pour utiliser les figurines Star Wars d'un pack Aventure précis dans un autre pack de la franchise, le joueur doit récolter un jeton « Champion » correspondant au personnage. Les figurines se placent sur un lecteur Disney Infinity, un socle connecté permettant d'accueillir différents objets. Ces derniers peuvent être des trophées et des Power Disc, débloquant des éléments ou augmentant les capacités des personnages.
Le pack de démarrage contient les figurines de Ahsoka Tano et Anakin Skywalker. Le jeu de base intègre un démo courte intitulée Galaxie d'histoires et un pack Aventure Star Wars nommé Twilight of the Republic, développé par Ninja Theory. Disney Infinity 3.0 propose également d'autres aventures, personnages et figurines, et jeux de l'univers Disney, en l'occurrence dès le lancement du jeu, le pack Aventure Vice-versa est disponible. L'intrigue de ce pack Star Wars se déroule entre celles des films L'Attaque des clones et La Revanche des Sith, mais quelques éléments abordent celle de La Menace fantôme et la série télévisée d'animation Star Wars: The Clone Wars. En mode Playset, il propose dix-huit missions principales se déroulant sur de quatre planètes (Coruscant, Géonosis, Naboo et Tatooine), ainsi que des missions secondaires. Le joueur peut également récupérer des objets cachés, tels que des Holocrons, des archives de l'histoire des Jedi, ou des « exploits » à réaliser, qui consistent à réussir des actions spécifiques comme récupérer 15 Holocrons, annihiler tous les parasites ailés Mynock ou monter sur le toit du temple Jedi. Le jeu alterne des phases de beat them all au sabre laser et des phases de recherche, mais aussi du jeu de plates-formes et du tir dans des combats spatiaux aux commandes d'un vaisseau. Le mode de jeu Toy Box de type sandbox permet au joueur de créer ses propres jeux. Cette partie se divise en cinq catégories qui rassemblent missions, défis et mini-jeux sous le thème de l'« exploration », la « construction », le « combat », les « véhicules » et les « compagnons ». Un contenu créé par la communauté, approuvé par l'éditeur est aussi accessible. Le jeu intègre une salle de jeu virtuelle permettant de jouer en multijoueur sur des mini-jeux et une salle de cinéma appelée El Capitan (en référence à la salle de spectacle de Disney sur Hollywood Boulevard), permettant entre autres de jouer avec les Toy Box  des autres joueurs,. Lors de sa sortie, le jeu est bien accueilli par la presse spécialisée,,,.
Le second pack Aventure Star Wars, développé par Studio Gobo est publié fin novembre 2015 sous le titre Rise Against the Empire. L'intrigue synthétise les trois films de la trilogie originale. Alors que Twilight of the Republic offre une aventure axée sur les combats et une succession de couloirs à explorer, Rise Against the Empire propose quant à lui de petits mondes ouverts, répartis sur trois planètes, Tatooine, Hoth et Endor. Le jeu propose une soixantaine de missions principales et secondaires. Le jeu reprend par ailleurs le même système de jeu. Ce pack intègre les figurines Luke Skywalker et Leia Organa ainsi que le trophée donnant accès à l'aventure. Rise Against the Empire est bien accueilli par la presse spécialisée,,.
En décembre 2015, le pack Le Réveil de la Force est publié, conjointement avec deux figurines, Finn et Rey, tandis que celles de Poe Dameron et Kylo Ren sont proposées à la vente séparément. Ce pack reprend des éléments du film en question et le gameplay de ses prédécesseurs,. Il est bien accueilli par la presse spécialisée,,.
Les figurines Obi-Wan Kenobi, Yoda et Dark Maul sont disponibles séparément depuis la sortie du jeu. Quatre figurines sont également issues de la franchise Star Wars Rebels : Kanan Jarrus, Ezra Bridger, Sabine Wren et Zed Orrelios. Les figurines de Han Solo, Chewbacca et Dark Vador sont disponibles séparément depuis septembre 2015. Une édition spéciale du pack de démarrage, uniquement sur les consoles Sony, intègre une figurine du personnage Boba Fett. Celle-ci est rendue disponible pour les autres plates-formes en achat séparé en mars 2016,. En décembre 2015, Disney commercialise six nouvelles figurines en édition spéciale.
En mai 2016, Disney annonce l'arrêt de tous les jeux et jouets liés à la franchise Disney Infinity. En juillet 2016, Disney ferme les achats en ligne liés aux jeux. Les serveurs sont arrêtés définitivement le 3 mars 2017.

### Apparitions, personnages et caméos
En octobre 1990, le jeu Night Shift est développé par Attention to Detail et édité par Lucasfilm Games puis U.S. Gold sur PC (DOS), ZX Spectrum, Amstrad CPC, Commodore 64, Amiga, et Atari ST. Dans ce jeu d'action, le héros est un ouvrier d'une usine appartenant à Industrial Might & Logic (une parodie d'Industrial Light & Magic), veillant au bon fonctionnement de l'usine, qui fournit des figurines de Star Wars (et Indiana Jones), notamment de stormtroopers et de Dark Vador. Le joueur doit toujours s'assurer que l'usine fonctionne correctement,,,
Dark Maul est un personnage skater déblocable de Tony Hawk's Pro Skater 3, développé par Neversoft et édité par Activision en octobre 2001, dans les versions GameCube, Xbox, PlayStation 2, et PC,. La suite sortie l'année suivante en 2002 sous le titre Tony Hawk's Pro Skater 4 permet de débloquer le personnage Jango Fett.
Secret Weapons Over Normandy, développé par Totally Games édité par LucasArts sur PC, PlayStation 2 et Xbox en novembre 2003, intègre des véhicules cachés de l'univers Star Wars, en l'occurrence un X-wing et un TIE Fighter, déblocables durant la partie.
Mercenaries: Playground of Destruction, développé par Pandemic Studios édité par LucasArts en avril 2005 sur PlayStation 2 et Xbox, possède un personnage caché, Han Solo.
Soulcalibur IV, développé par Namco et édité par Namco Bandai Games en juillet 2008, possède plusieurs personnages issus de la franchise Star Wars. Lors de la sortie, la version Xbox 360 propose Yoda et la version PlayStation 3 Dark Vador, les deux versions intégrant Starkiller,. Les deux personnages exclusifs sont par la suite proposés en téléchargement sur chaque console, en octobre 2008,.
Lego Indiana Jones : La Trilogie originale, développé par Traveller's Tales et édité par LucasArts en juin 2008 sur PC, Mac, PlayStation 2 et 3, PlayStation Portable, Wii et Nintendo DS, et Xbox 360, dispose de Han Solo en tant que personnage caché,. Il est également un personnage déblocable dans le jeu Indiana Jones et le Sceptre des rois développé par Artificial Mind and Movement et édité par LucasArts sur Wii, PlayStation 2, Nintendo DS, et PlayStation Portable en juin 2009,.
En décembre 2019 à l'occasion de la sortie du film Star Wars, épisode IX : L'Ascension de Skywalker dans les salles de cinéma, le jeu Fortnite bénéficie de plusieurs contenus et éléments relatifs à la franchise Star Wars. Le 14 décembre, le jeu intègre un « évènement » lié au film durant une courte durée, dans lequel des personnages de la franchise descendent du Faucon Millenium pour présenter un extrait inédit du film avant la sortie. Outre des animations et des musiques de Star Wars lors des accès aux serveurs, les joueurs qui se connectent alors de 19h30 à 20h10 bénéficient d'un vaisseau de la saga. Le jeu intègre également des skins de deux personnages, Finn et Rey, mais aussi de nouvelles armes, notamment un sabre laser et un blaster,.

## Rachat de la franchise par Disney;Electronic Arts
| 2019 | Star Wars Jedi: Fallen Order |
| 2020 |                              |
| 2021 |                              |
| 2022 |                              |
| 2023 | Star Wars Jedi: Survivor     |

S'appuyant sur son expérience de production de jeux vidéo, du rachat d'entreprises éditrices, de développeurs, puis de la revente de ceux-ci, Disney estime ne pas maîtriser la pratique aussi bien que certains éditeurs. Disney choisit donc de confier ses franchises à des éditeurs comme Electronic Arts pour Star Wars, et préfère rester sur des activités que l'entreprise maîtrise, comme la conception de parc à thèmes ou des films.
En 2019, Star Wars Jedi: Fallen Order est publié sur PC (Windows), PlayStation 4 et Xbox One.
En 2023, Star Wars Jedi: Survivor, qui est la suite de l’opus Fallen Order, sort sur PC, PlayStation 5 et Xbox Series.

## Jeux annulés
Parker Brothers produit un jeu sur Atari 2600 intitulé Star Wars: Return of the Jedi - Ewok Adventure adapté de la série télévisée L'Aventure des Ewoks, mais l'annule en raison de contrôles jugés inefficaces,,.
Lors de l'E3 de 1997, une version PlayStation du jeu Monopoly Star Wars est annoncée par Hasbro Interactive, mais ne voit jamais le jour.
En 2003, LucasArts annule le projet alors en cours de développement de type MMO sur console appelé Pangaea et basé sur le concept de Gladius. L'équipe et certains éléments de conception sont transférés sur un nouveau projet nommé Proteus, le développement de Star Wars: Knights of the Old Republic III. Cependant, le jeu est lui aussi annulé en 2004.
Une suite à Republic Commando est prévue avant même le début du processus de production de celui-ci. Intitulée Star Wars: Imperial Commando ce jeu met en scène la trahison de soldats de la République. Cependant, ce projet est annulé en 2004 et ne dépasse pas le stade des concepts d'art.
En octobre 2004, une version PlayStation Portable de Star Wars, épisode III : La Revanche des Sith est au départ annoncée, mais disparait en 2005 du line-up d'Ubisoft,.
Dès 2006, plusieurs rumeurs indiquent qu'une suite appelée Star Wars: Battlefront III est en cours de développement pour ordinateur et console. Des témoignages de concepteurs datant de 2008 ayant travaillés sur le projet, des vidéos du gameplay dévoilées depuis 2009, ou des éléments conceptuels en 2012 confirment l'existence du jeu. Le jeu est cependant annulé en 2008. Début 2016, un prototype jouable fait surface sur Internet,,,.
2008 Rogue Squadron: X-Wing vs. Tie Fighter.
- Star Wars: First Assault (2012)
- Star Wars 1313 (2013)
- Star Wars Outpost (2013)
- Star Wars: Attack Squadrons (2014)
- Star Wars: Battle of the Sith Lords (2015)
- Star Wars: Rivals 2018
- Star Wars: Battlefront Orca[922]
- Super Star Wars sur Mega Drive[923]

## Adaptations sans licence et clones
Depuis la naissance de la franchise en 1977, de nombreuses entreprises ont imité les jeux Star Wars ou se sont inspirés des éléments ou de séquences des films, souvent sans licence officielle. Certains développeurs ont créé de nombreux clones imitant Star Wars sans détour,.
La première adaptation est produite par Apple Computer en 1978 sans aucune licence officielle, sur cassette pour Apple II sous le titre Starwars. Ce jeu met en scène une simulation de combat aux commandes d'un chasseur TIE.
Return of the Jedy est édité par M.K. Circuits en 1983, Battle on Hoth est publié par Duncan Kinnaird en 1983, 3D Starwars est commercialisé par Elfin Software en 1983, 3D Death Chase est mis sur le marché par Micromega en 1983, Death Star est lancé par Rabbit Software en 1983 et Empire Fights Back, de Mastertronic, sort en 1985,.
En 1984, System 3 publie Death Star Interceptor sur Commodore 64, puis sur ZX Spectrum l'année suivante. Le jeu de type shoot 'em up est adapté sans licence, mais System 3 en obtient une auprès de la Fox permettant d'intégrer des musiques du film composées par John Williams et des voix numérisées,. Lors de sa sortie, le jeu est globalement bien accueilli par la presse spécialisée, qui relève la qualité de la programmation, de sa bande-son et un gameplay rapide et décent,,,.
En 1999, un amateur développe un freeware sans licence officielle sur PC (Windows) intitulé Star Wars: Jeopardy!, qui reprend le gameplay classique du jeu Jeopardy! consistant à trouver les questions à partir des réponses, dans l'univers Star Wars.
- Galaxy in Turmoil